# Liste der Küstenpanzerschiffe
In der Liste der Küstenpanzerschiffe sind alle ab 1880 gebauten Küstenpanzerschiffe sowie die für vergleichbare Einsatzzwecke gebauten Panzerkanonenboote und Monitore aufgeführt.

## Liste der Schiffe

### Argentinien
- Independencia-Klasse
  - ARA Independencia (1891)
  - ARA Libertad, urspr. Nueve de Julio (1892)

Diese Schiffe wurden von der Argentinischen Marine als Acorazados de Río (Flusspanzerschiffe) klassifiziert.

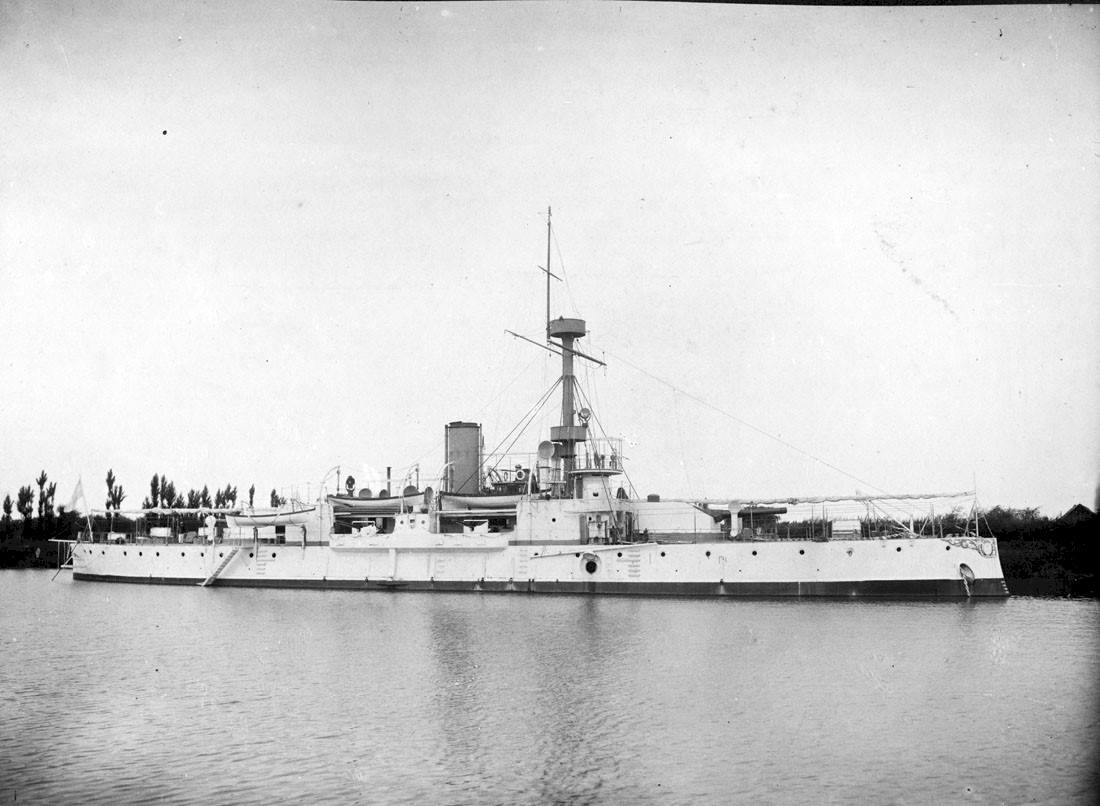
ARA Libertad
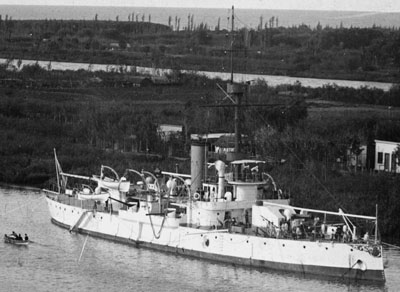
ARA Independencia

### Brasilien
- Deodoro-Klasse
  - Deodoro, urspr. Ypiranga (1898) – 1924 an Mexiko verkauft und in ARM Anahuac umbenannt
  - Floriano (1899)

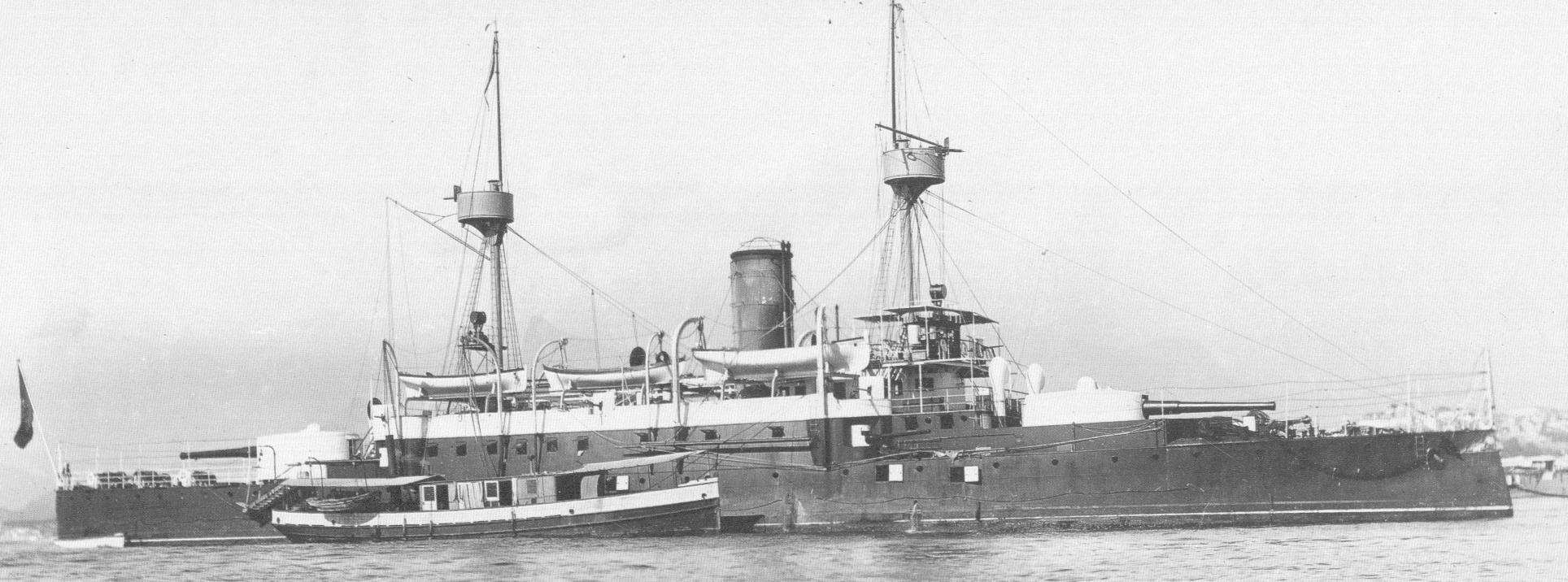
Deodoro
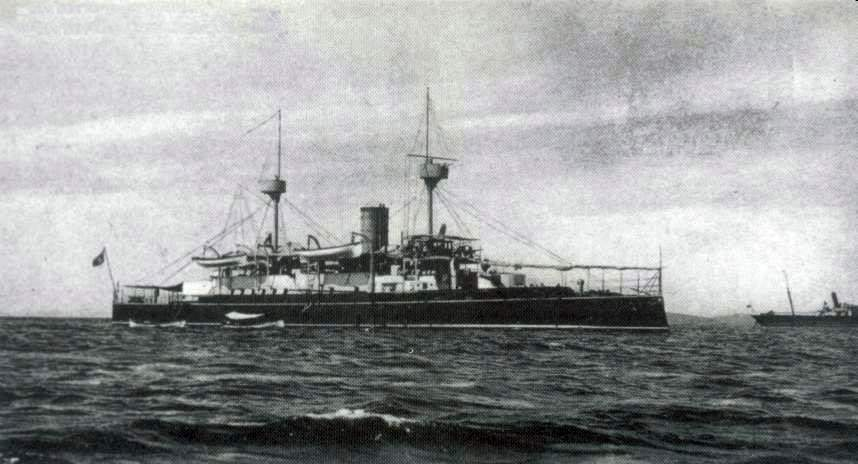
Floriano

### China
- Ping Yuen (Pinyin: Píngyuǎn), urspr. Lung Wei (Lóngwēi) (1890) – erstes in China gebautes Panzerschiff, 1895 in Weihaiwei an Japan verloren und in Heien umbenannt

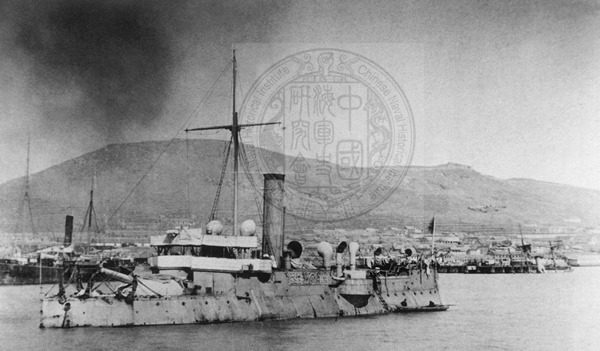
Ping Yuen

### Dänemark
- KDM Tordenskjold (1880)
- KDM Iver Hvitfeldt (1886)
- KDM Skjold (1896)
- Herluf-Trolle-Klasse
  - KDM Herluf Trolle (1899)
  - KDM Olfert Fischer (1903)
  - KDM Peder Skram (1908) – 1943 in Kopenhagen selbst versenkt
- KDM Niels Juel (1918) – 1943 nach deutschem Luftangriff auf Grund gesetzt, 1944 als deutsches Schulschiff Nordland in Dienst, 1945 in der Eckernförder Bucht selbst versenkt

KDM Tordenskjold
KDM Iver Hvitfeldt
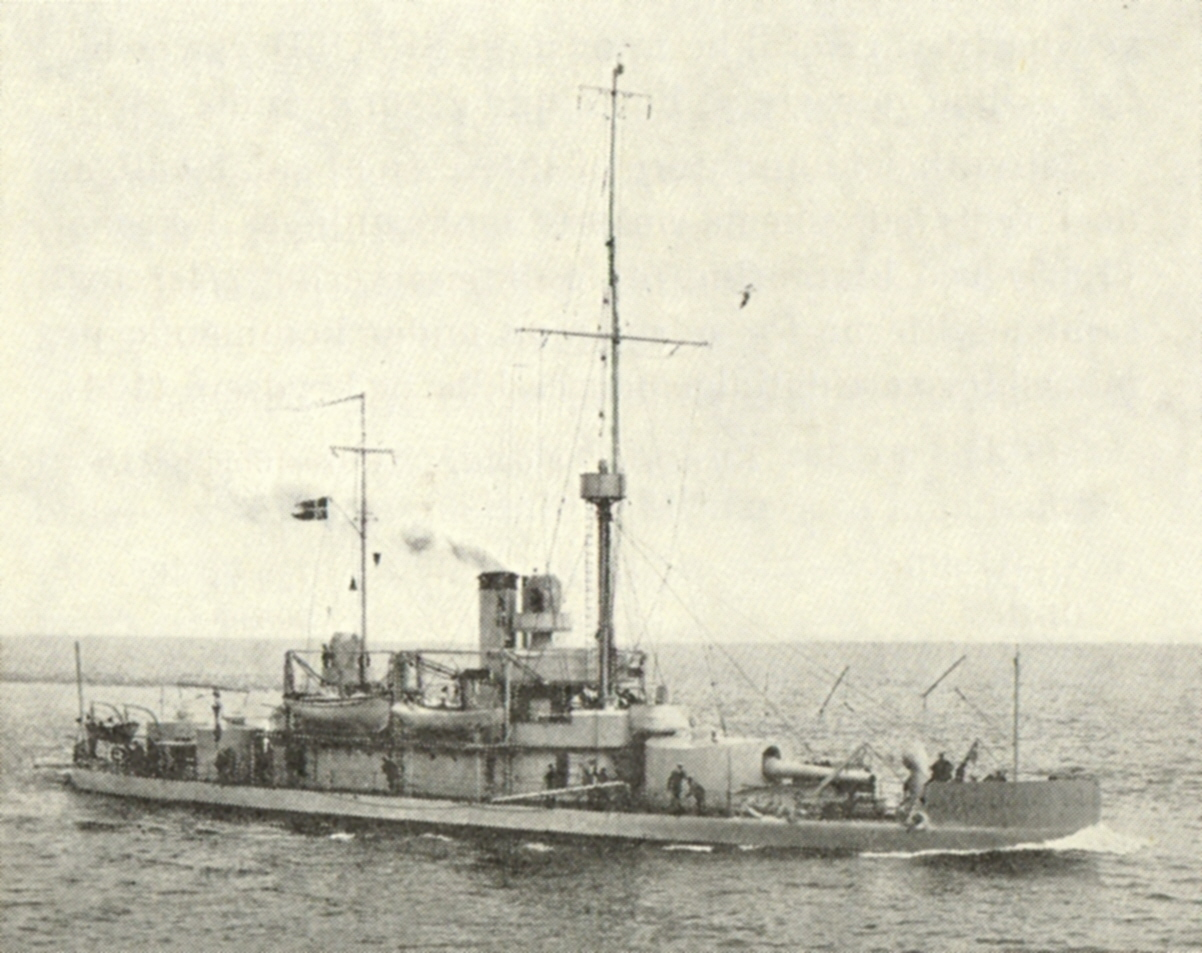
KDM Skjold
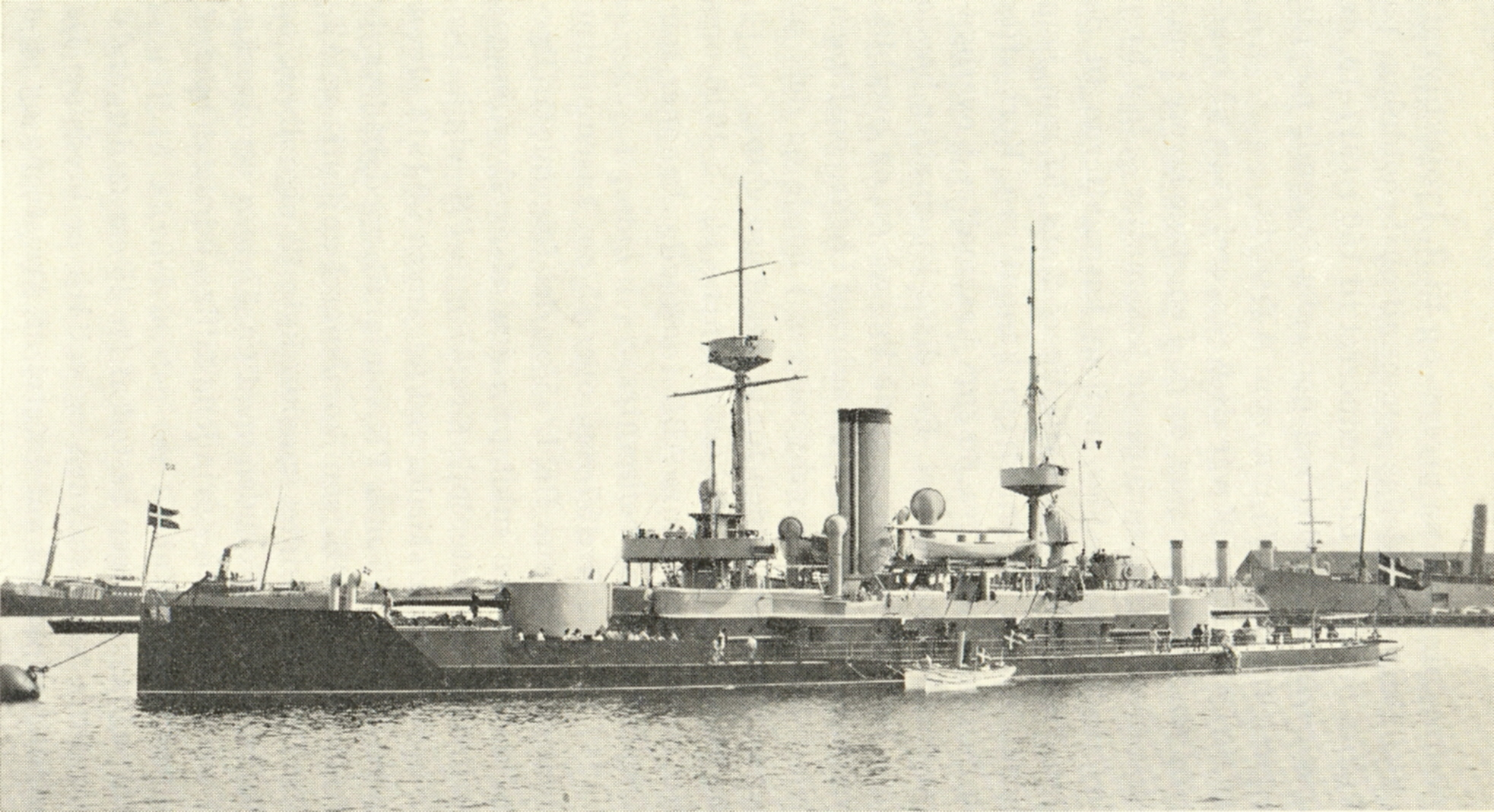
KDM Herluf Trolle
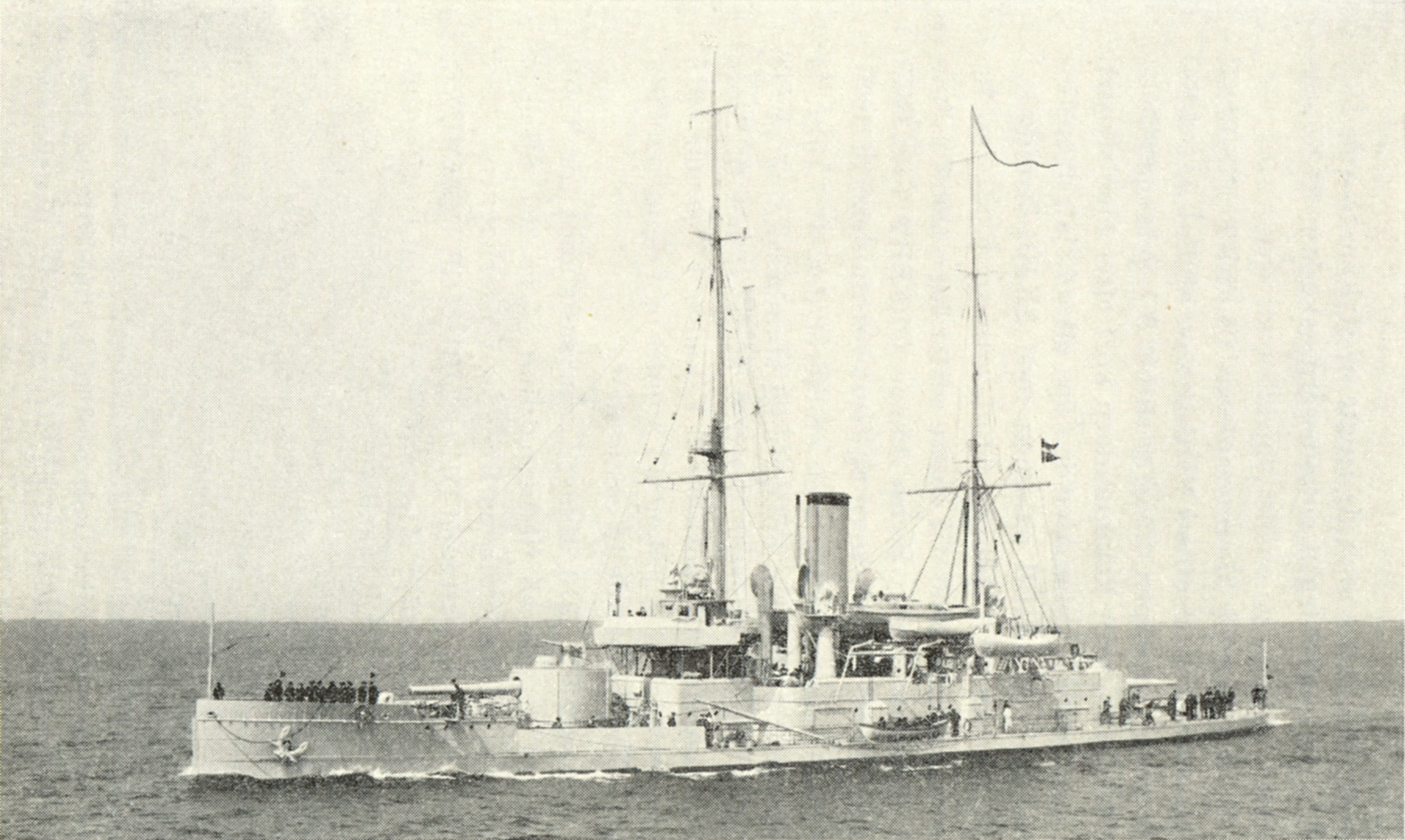
KDM Olfert Fischer
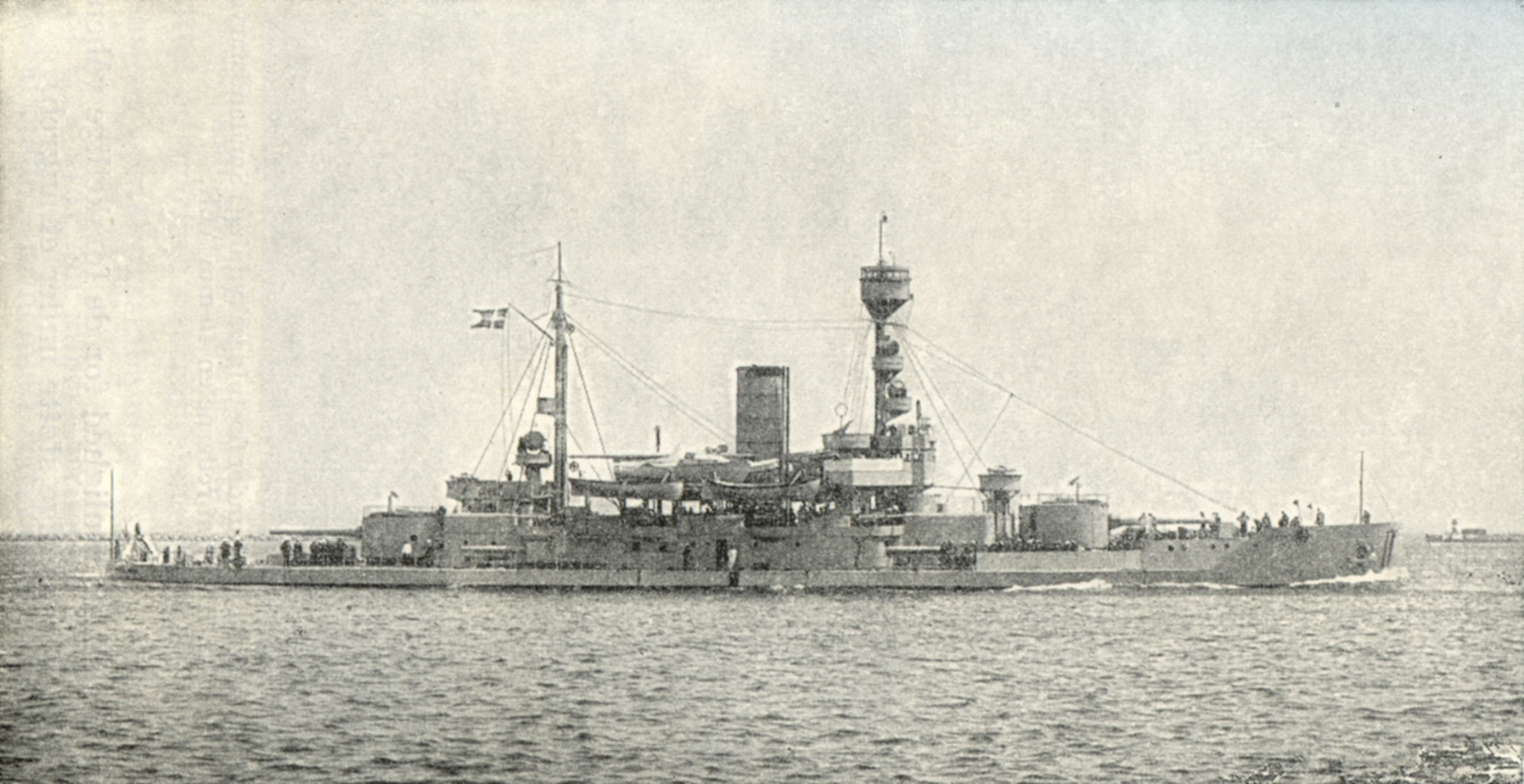
KDM Peder Skram
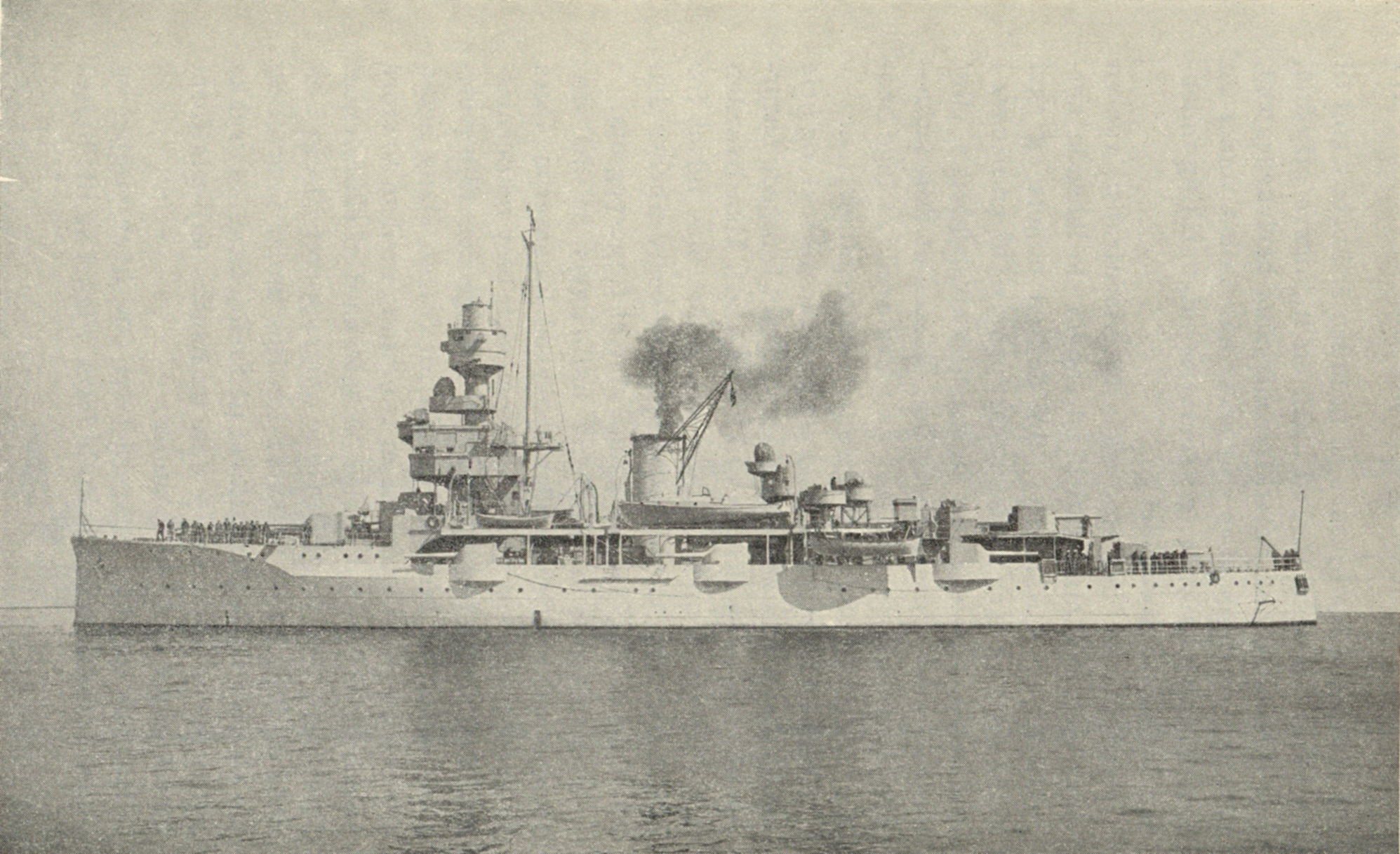
KDM Niels Juel

### Deutschland
- Siegfried-Klasse
  - Siegfried (1889)
  - Beowulf (1890)
  - Frithjof (1891)
  - Heimdall (1892)
  - Hildebrand (1892)
  - Hagen (1893)
  - Odin (1894)
  - Ägir (1895)

Alle Schiffe der Siegfried-Klasse wurden zwischen 1898 und 1904 durch Einbau einer zusätzlichen Mittelsektion einem umfangreichen Umbau unterzogen.

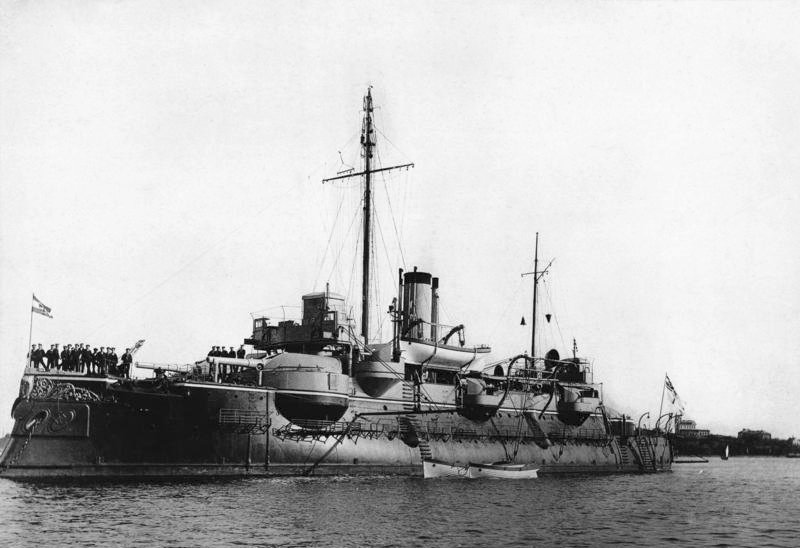
SMS Beowulf
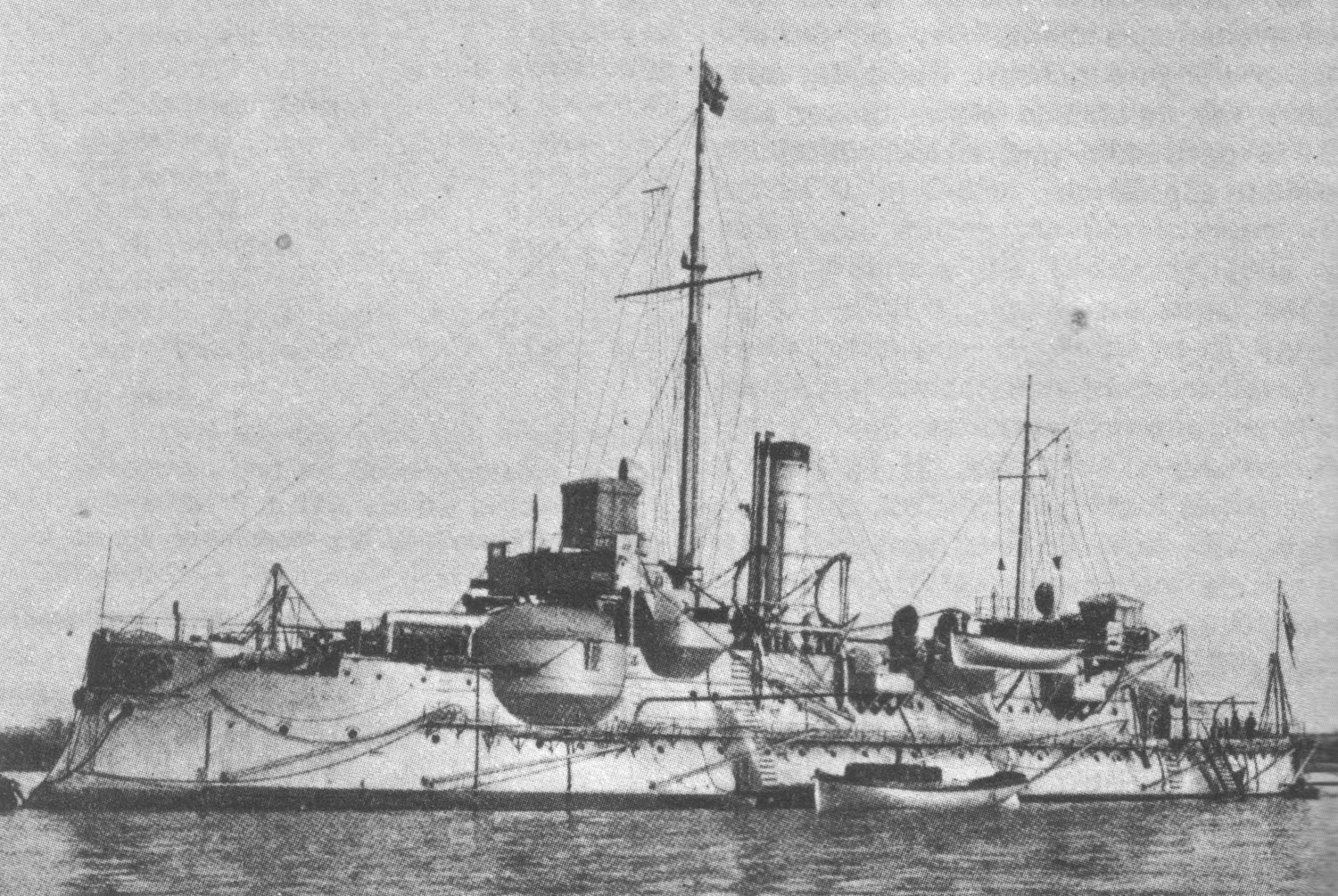
SMS Heimdall
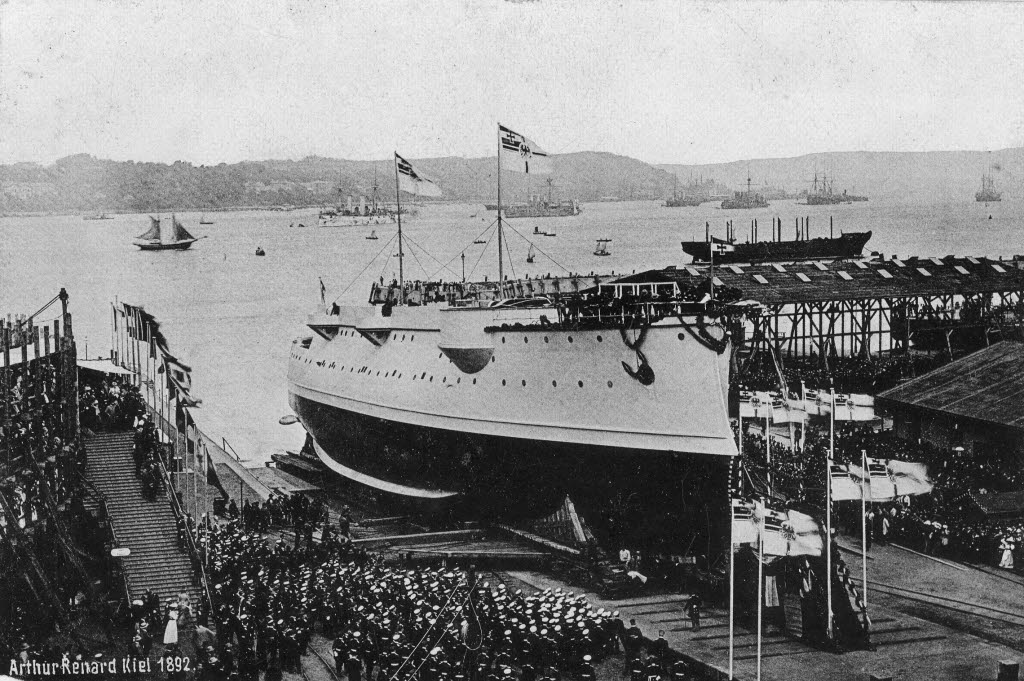
SMS Hildebrand beim Stapellauf in Kiel
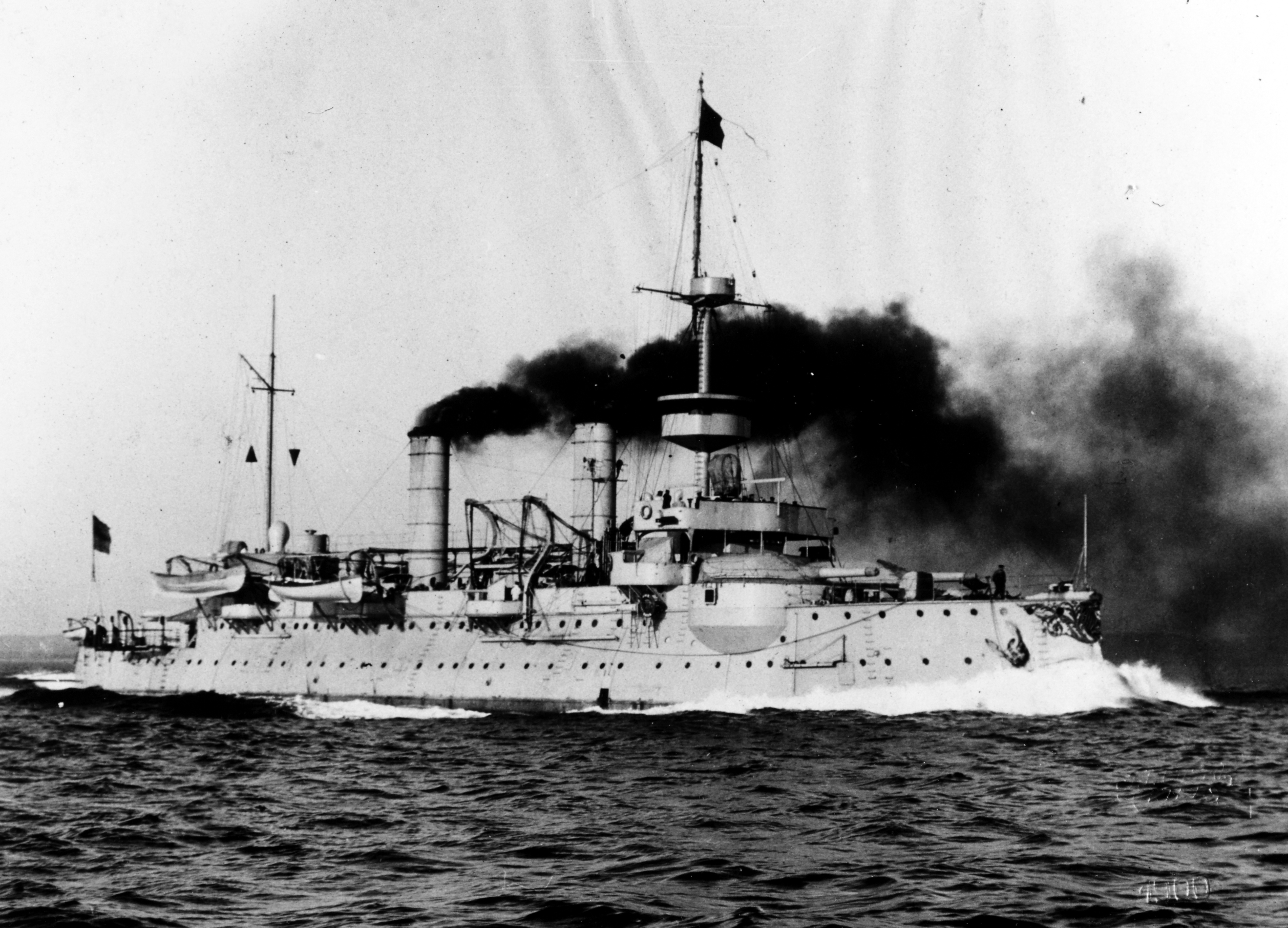
SMS Hagen nach dem Umbau
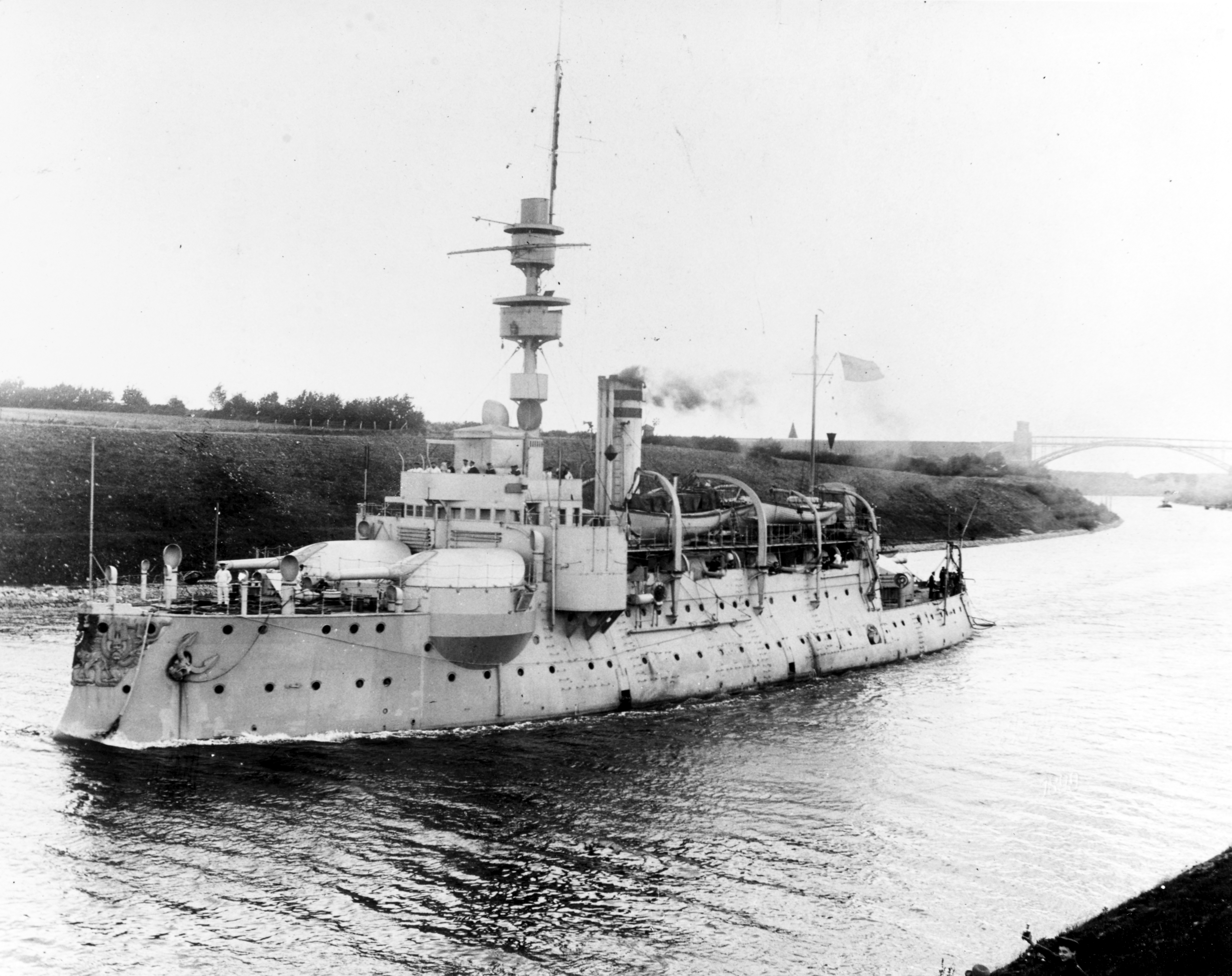
SMS Odin
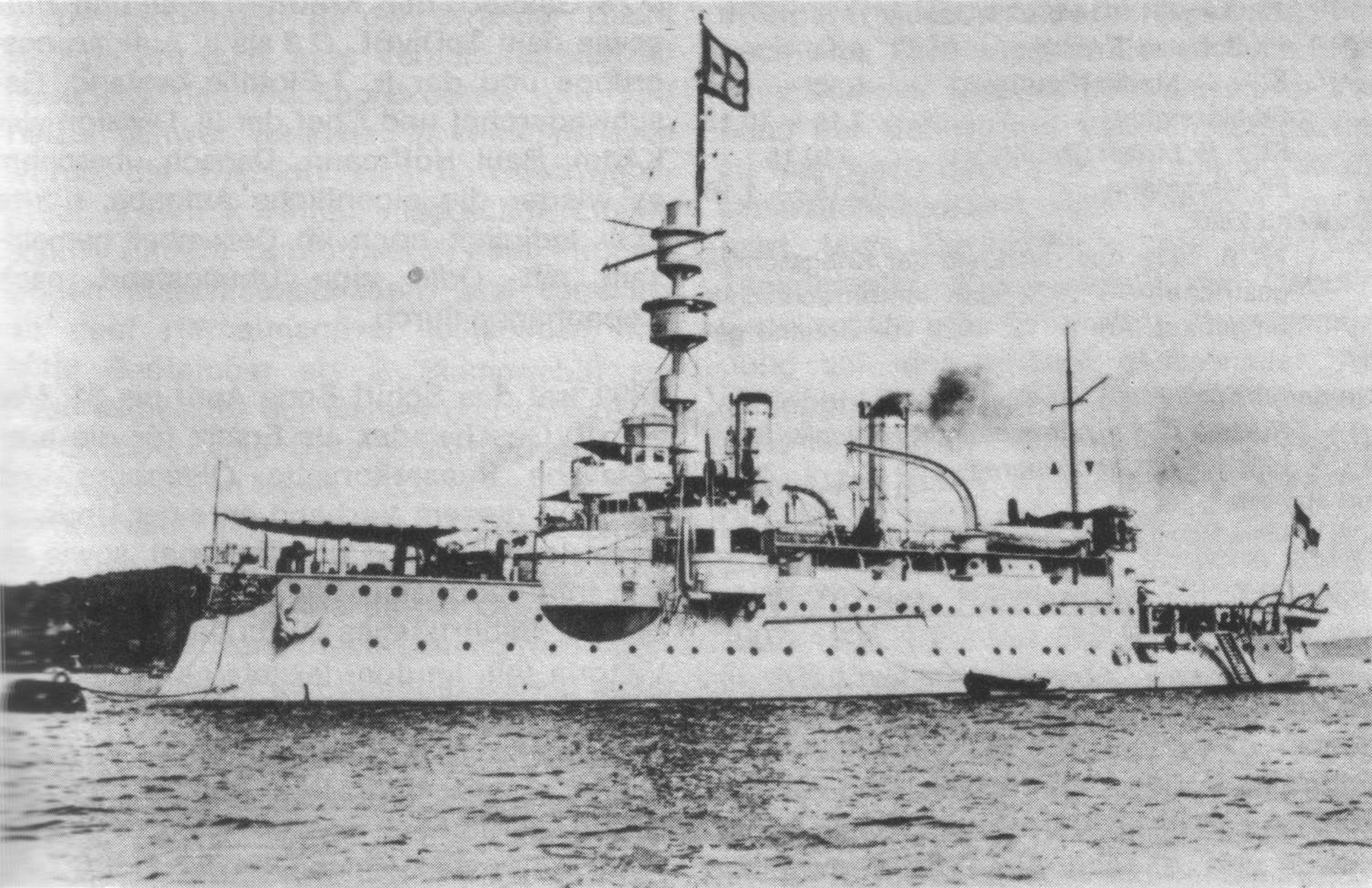
SMS Ägir nach dem Umbau

### Finnland
- Väinämöinen-Klasse
  - Väinämöinen (1932) – 1947 an Sowjetunion übergeben, in Wyborg umbenannt
  - Ilmarinen (1931) – 1941 südl. Utö auf Mine gelaufen

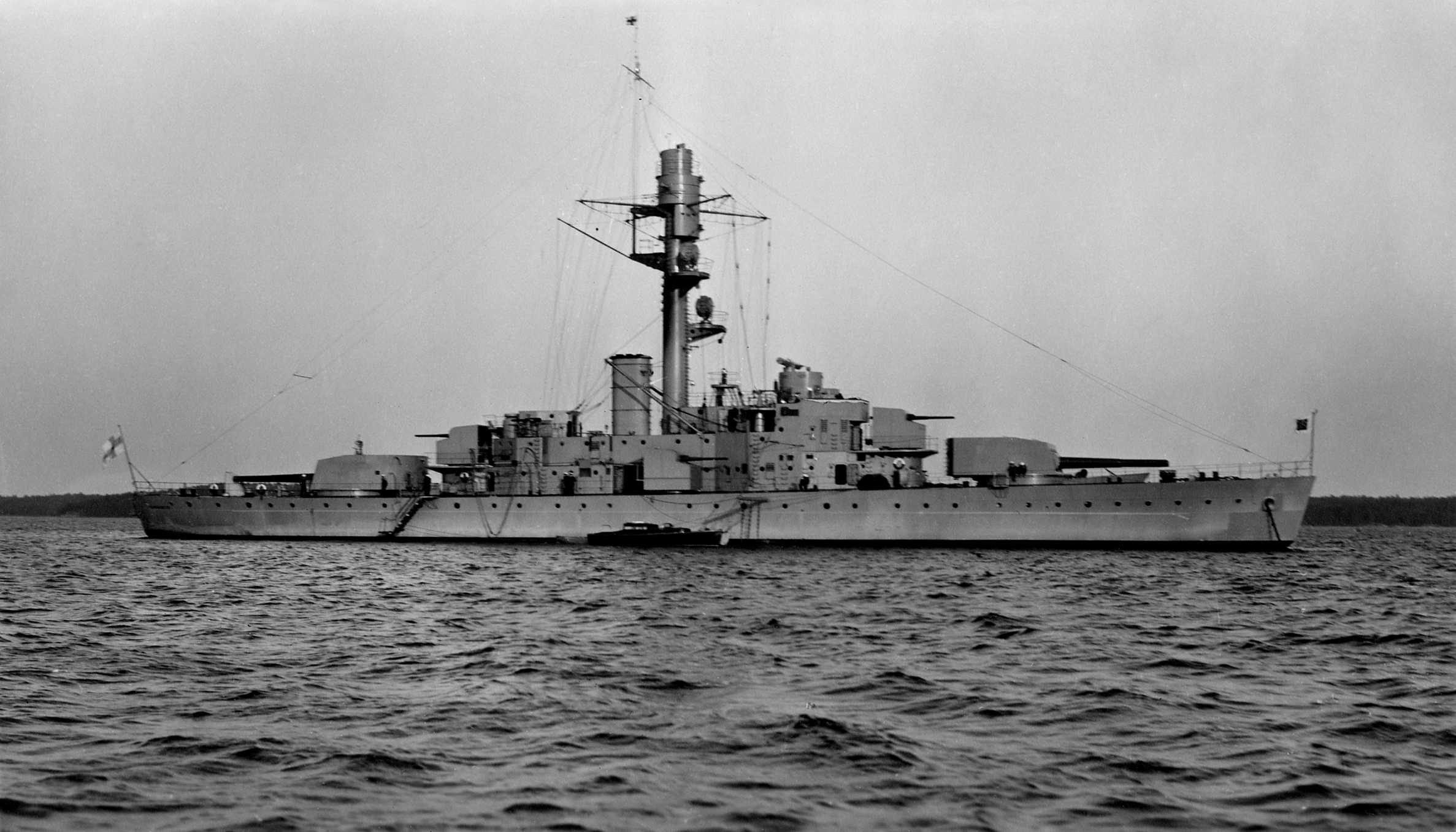
Väinämöinen
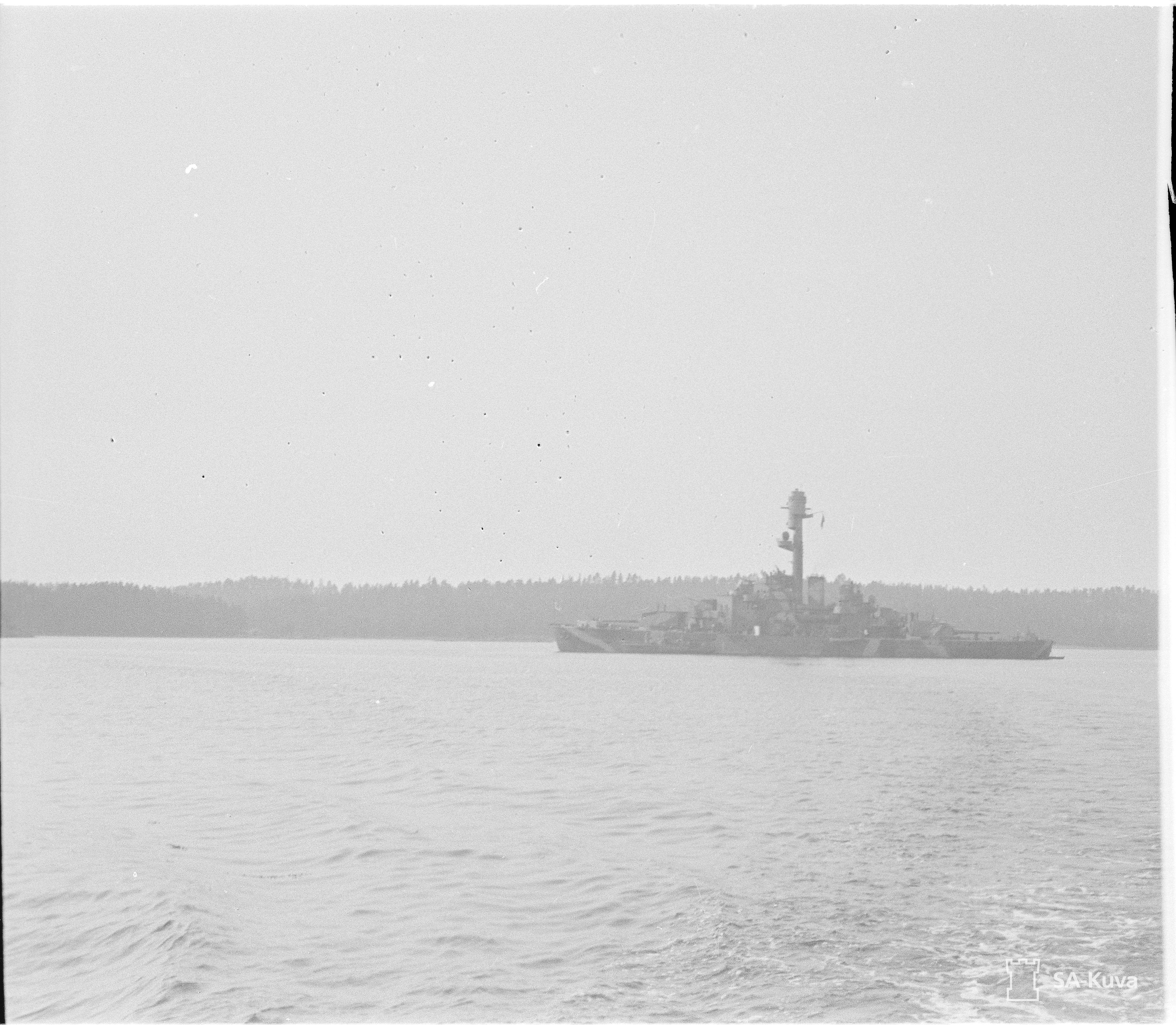
Ilmarinen

### Frankreich

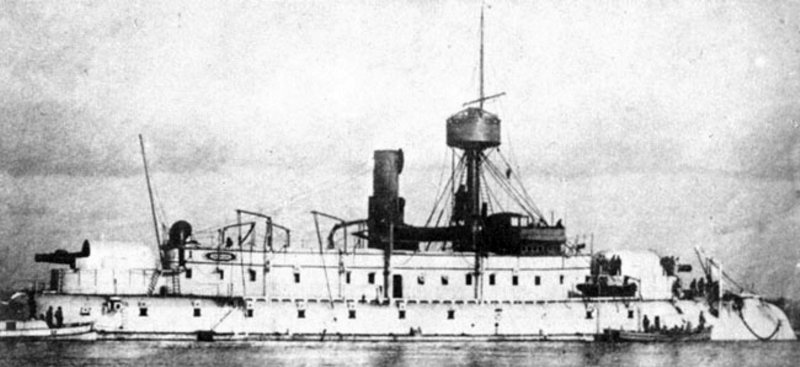
Tonnant
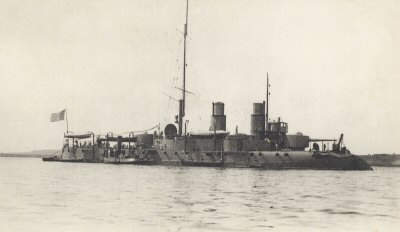
Furieux
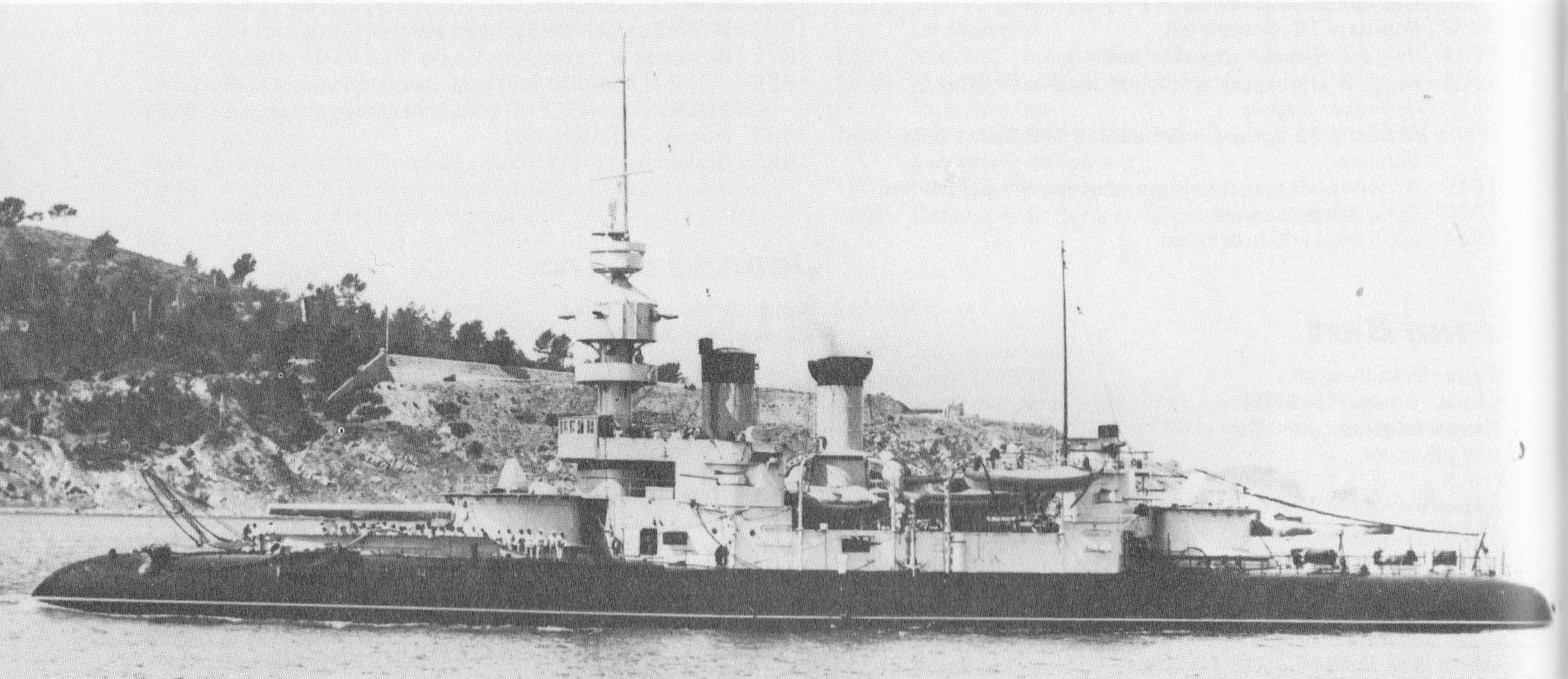
Jemmapes
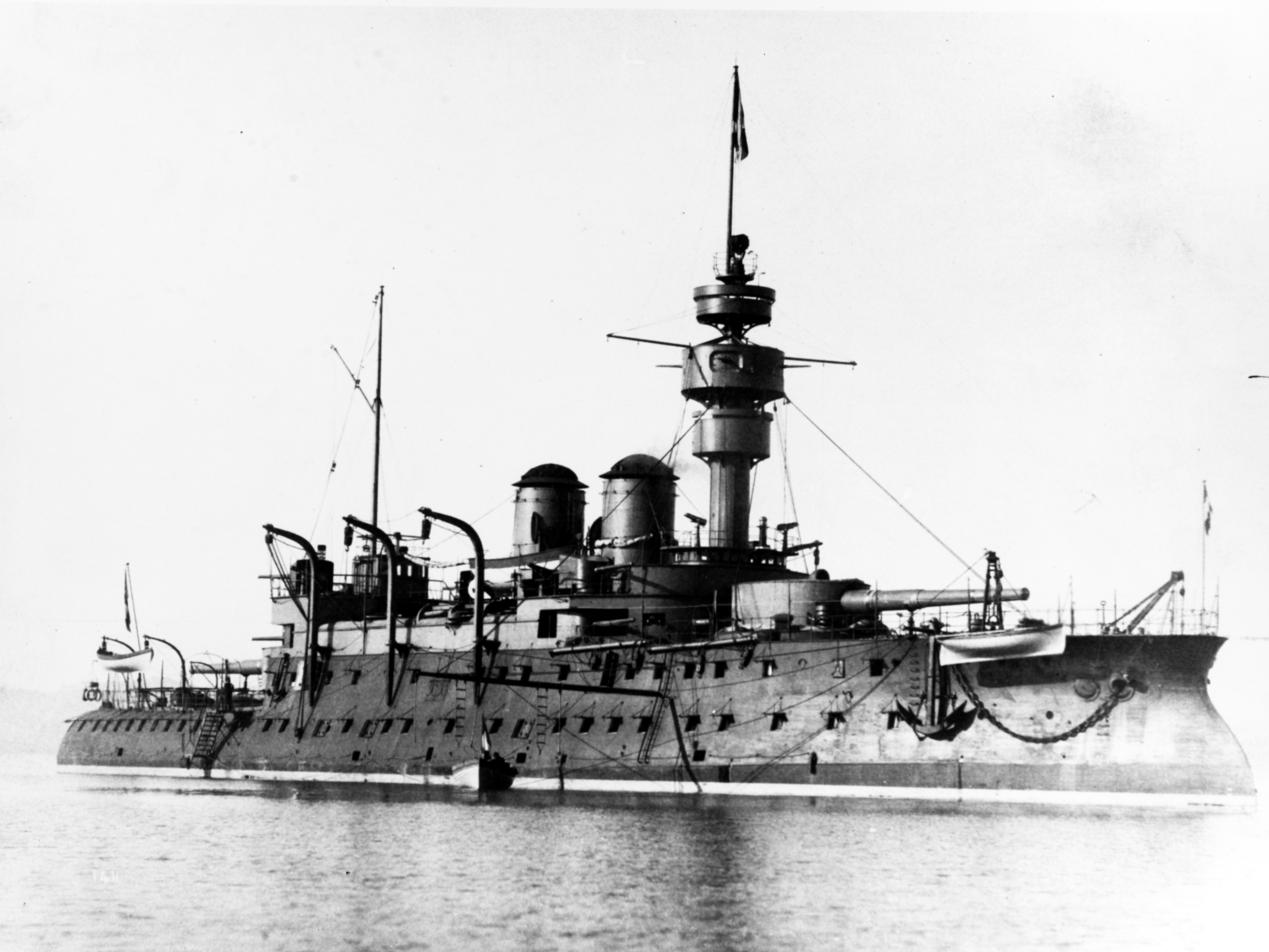
Bouvines
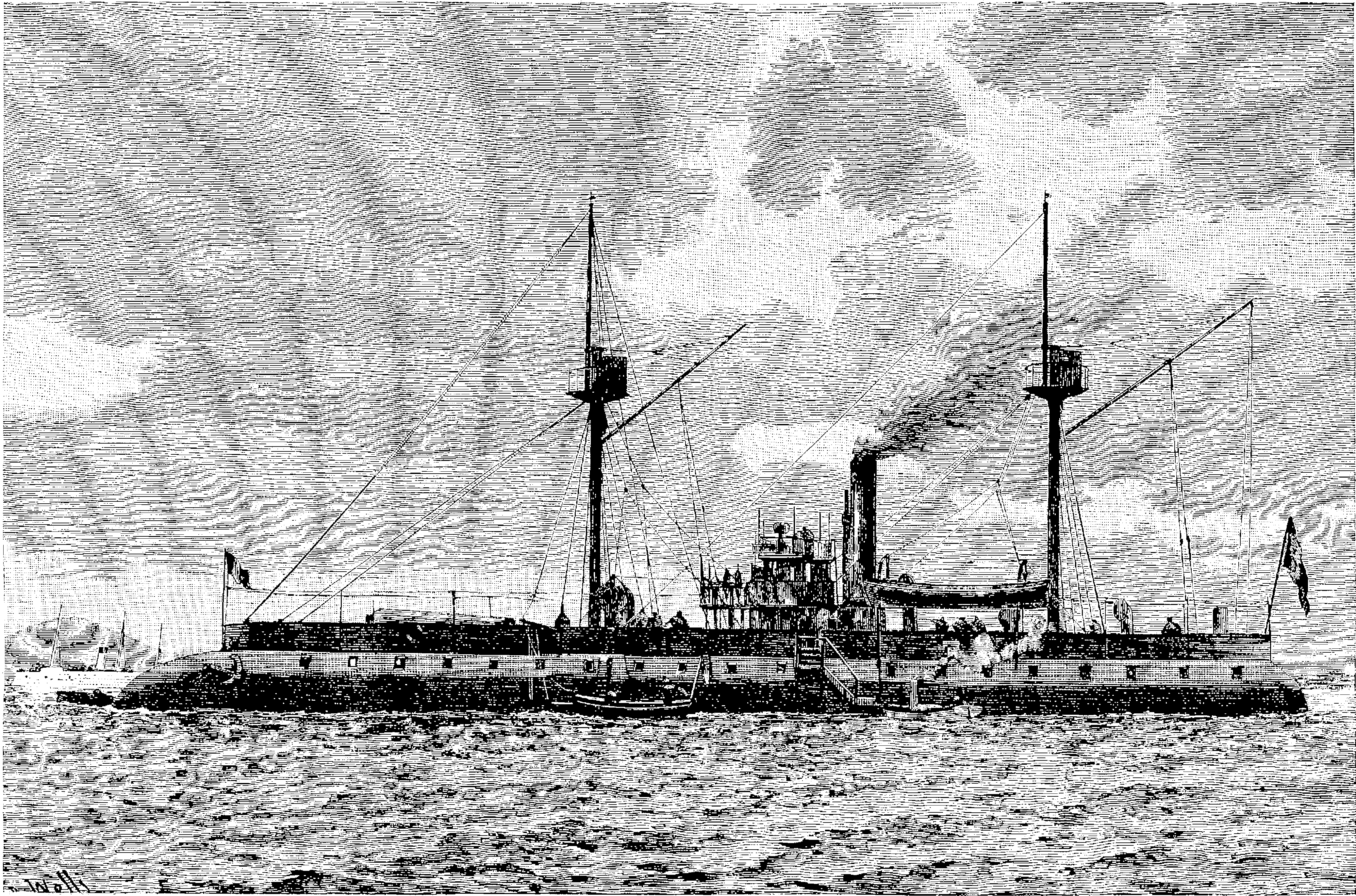
Fusée

- Tonnant (1880)
- Furieux (1883)
- Jemmapes-Klasse
  - Jemmapes (1892)
  - Valmy (1892)
- Bouvines-Klasse
  - Bouvines (1892)
  - Amiral Tréhouart (1893)

Panzerkanonenboote
- Fusée-Klasse
  - Fusée (1884)
  - Flamme (1885)
  - Mitraille (1886)
  - Grenade (1888)
- Achéron-Klasse
  - Achéron (1885)
  - Cocyte (1887)
  - Phlegeton (1890)
  - Styx (1891)

- Tonnant
- Furieux
- Jemmapes
- Bouvines
- Fusée

### Griechenland
- Hydra-Klasse
  - VP Hydra, griech. Ύδρα (1889)
  - VP Spetsai, griech. Σπέτσαι (1889)
  - VP Psara, griech. Ψαρά (1890)

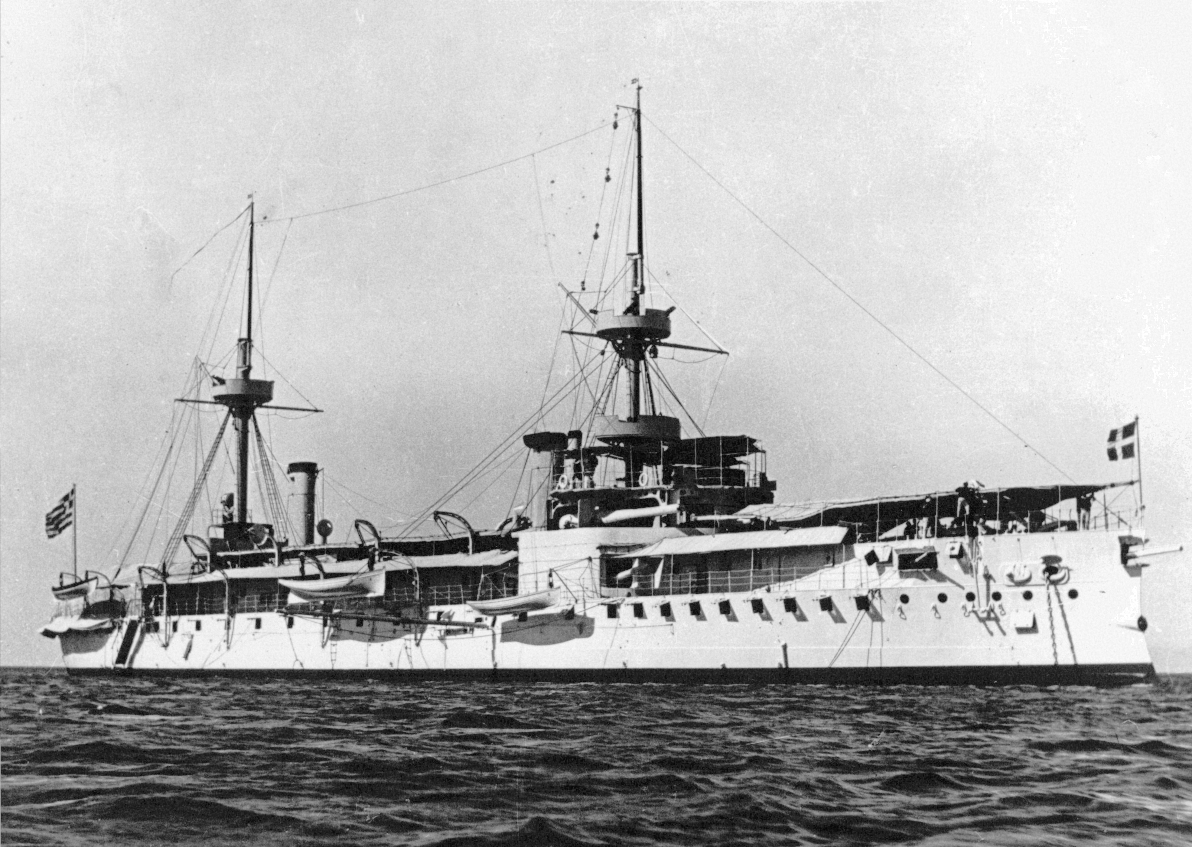
VP Hydra
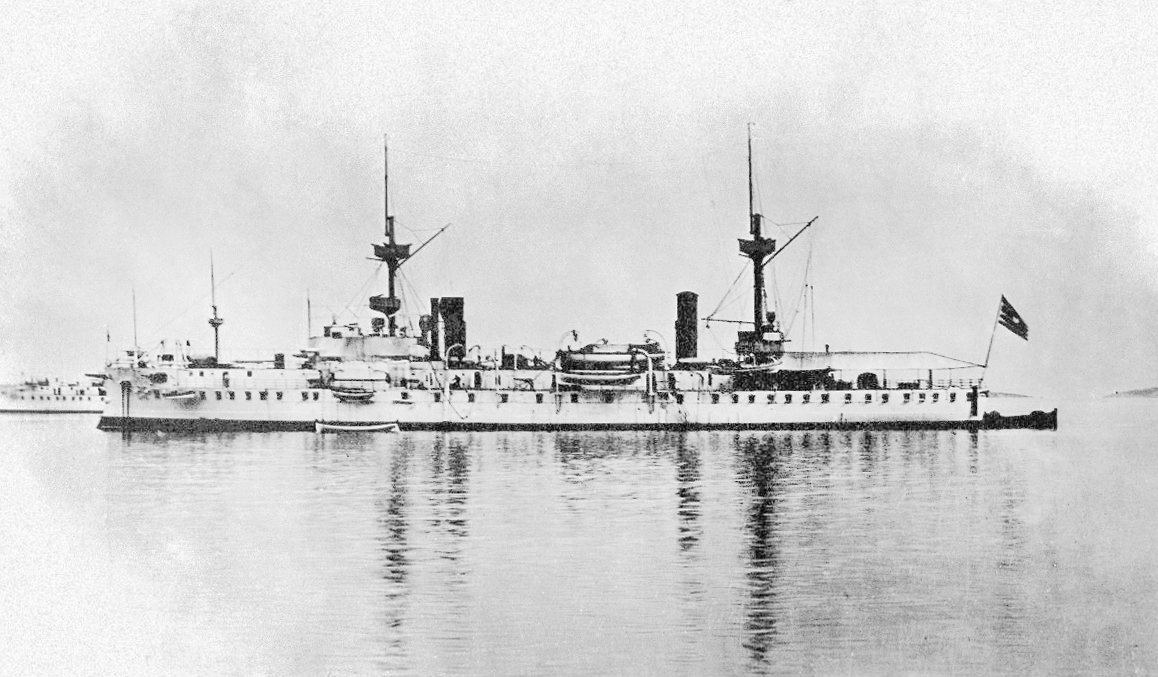
VP Spetsai
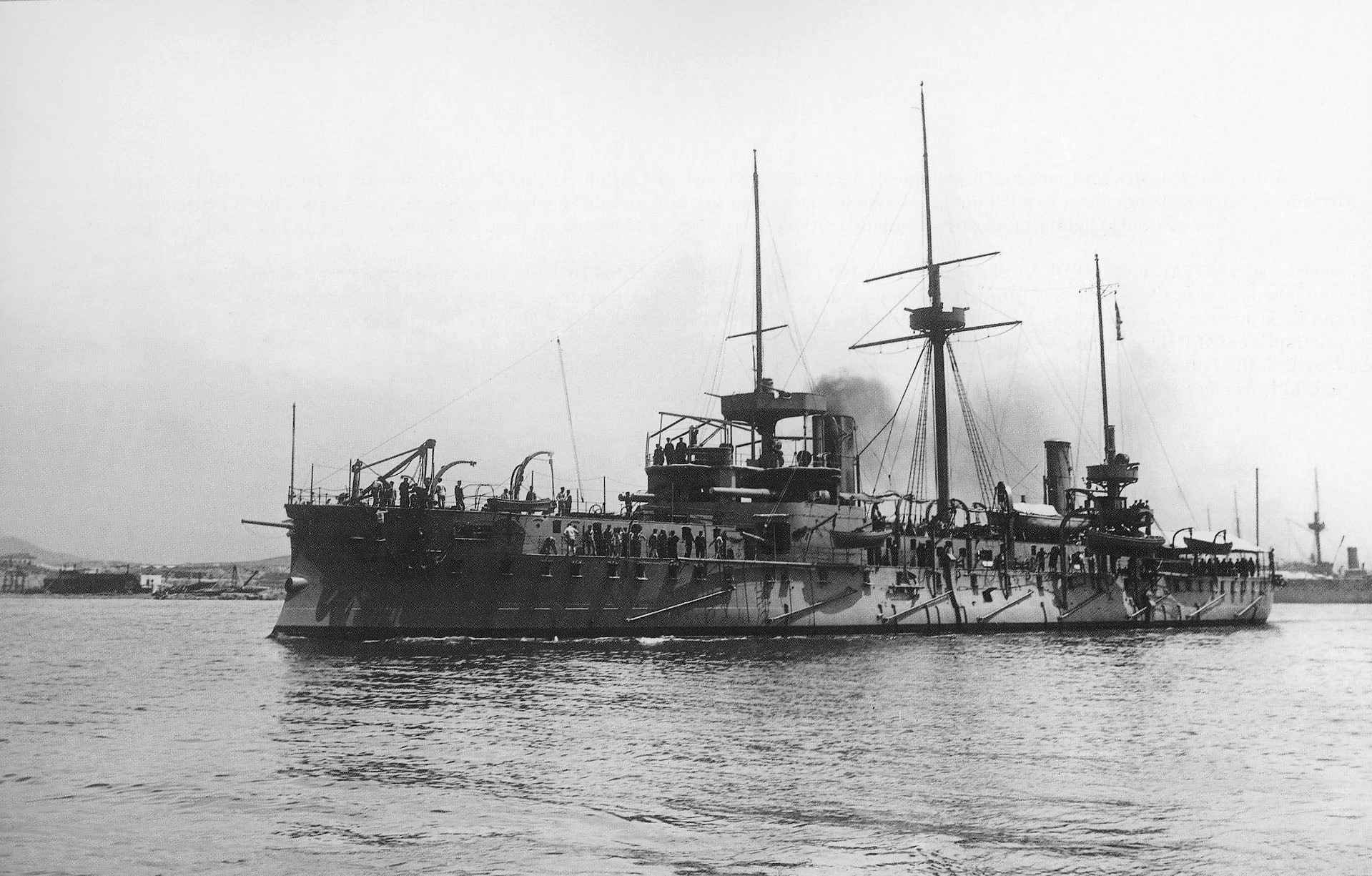
VP Psara

### Großbritannien
Monitore
- Humber-Klasse (urspr. brasil. Flussmonitore der Javary-Klasse) – alle 1914 angekauft
  - HMS Humber (1913, urspr. brasil. Javary)
  - HMS Mersey (1913, urspr. brasil. Madeira)
  - HMS Severn (1913, urspr. brasil. Solimoes)
- Abercrombie-Klasse
  - HMS Abercrombie (1915)
  - HMS Havelock (1915)
  - HMS Raglan (1915)
  - HMS Roberts (1916)
- Lord-Clive-Klasse
  - HMS Sir John Moore (1915)
  - HMS Lord Clive (1915)
  - HMS General Craufurd (1915)
  - HMS Earl of Peterborough (1915)
  - HMS General Wolfe (1915)
  - HMS Prince Rupert (1915)
  - HMS Prince Eugene (1915)
  - HMS Sir Thomas Picton (1915)
- Marshal-Soult-Klasse
  - HMS Marshal Ney (1915)
  - HMS Marshal Soult (1915)
- Gorgon-Klasse (urspr. Küstenpanzerschiffe der norweg. Bjørgvin-Klasse)
  - HMS Gorgon, urspr. norweg. Nidaros (1914) – 1914 von Großbritannien gekauft
  - HMS Glatton, urspr. norweg. Bjørgvin (1914) – 1914 von Großbritannien gekauft; 1918 in Dover nach innerer Explosion durch eigene Torpedos versenkt
- M15-Klasse
  - HMS M15 (1915)
  - HMS M16 (1915)
  - HMS M17 (1915)
  - HMS M18 (1915)
  - HMS M19 (1915)
  - HMS M20 (1915)
  - HMS M21 (1915)
  - HMS M22 (1915)
  - HMS M23 (1915)
  - HMS M24 (1915)
  - HMS M25 (1915)
  - HMS M26 (1915)
  - HMS M27 (1915)
  - HMS M28 (1915)
- M29-Klasse
  - HMS M29 (1915)
  - HMS M30 (1915)
  - HMS M31 (1915)
  - HMS M32 (1915)
  - HMS M33 (1915)
- Erebus-Klasse
  - HMS Erebus (1916)
  - HMS Terror (1916)
- Roberts-Klasse
  - HMS Roberts (1941)
  - HMS Abercrombie (1942)

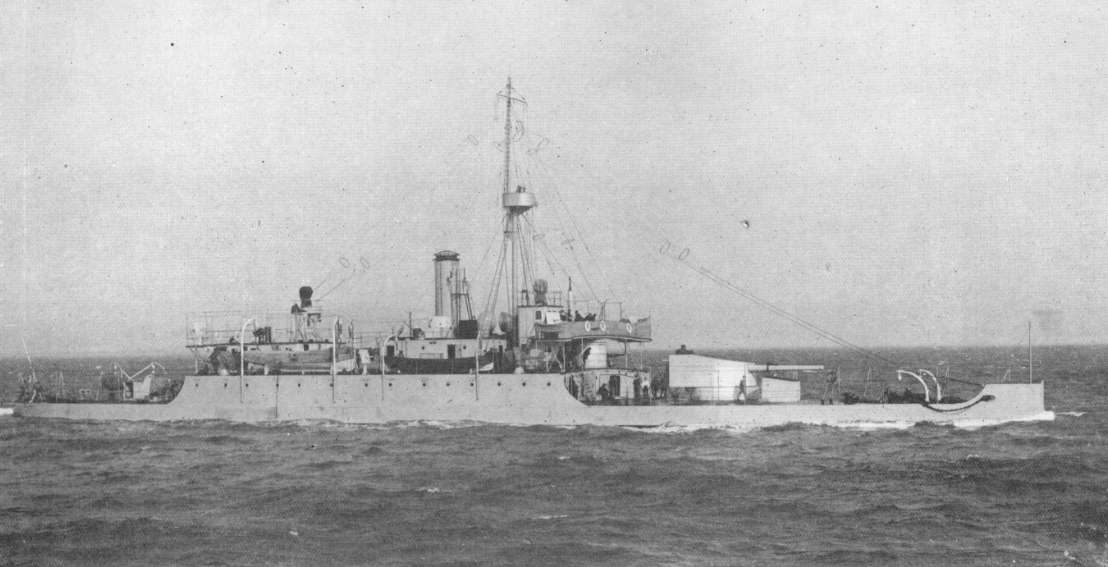
HMS Mersey
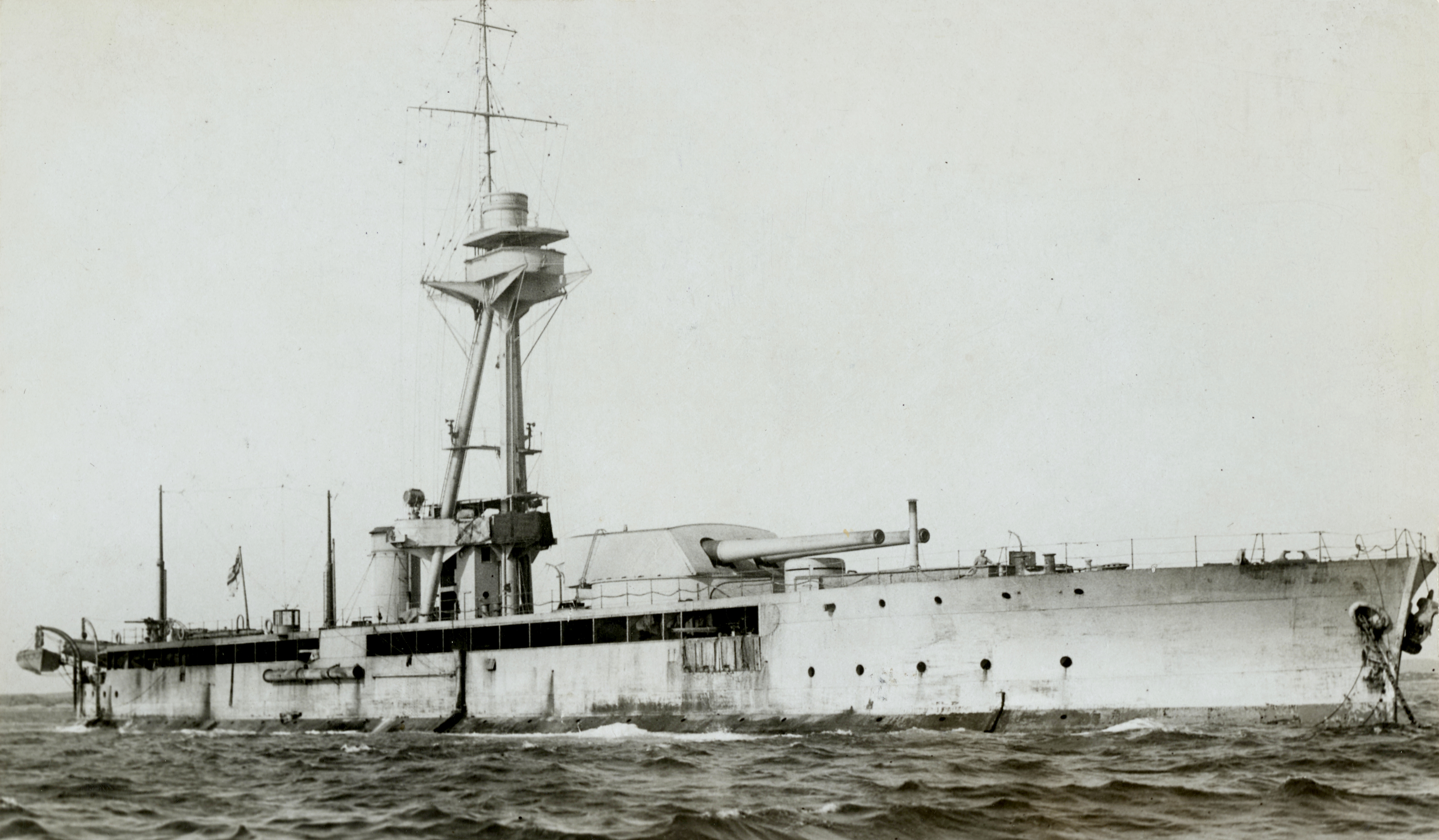
HMS Roberts
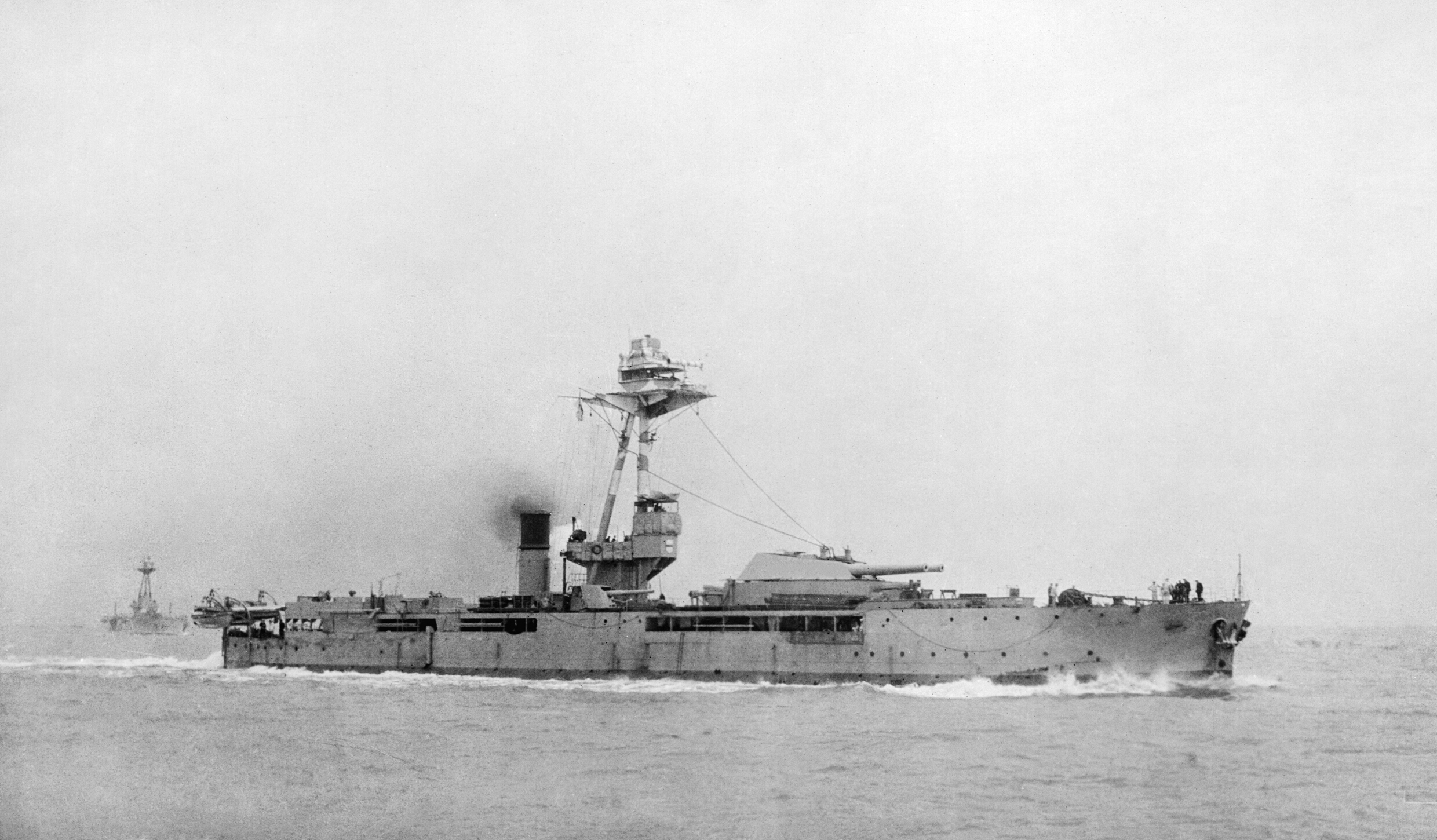
HMS General Craufurd
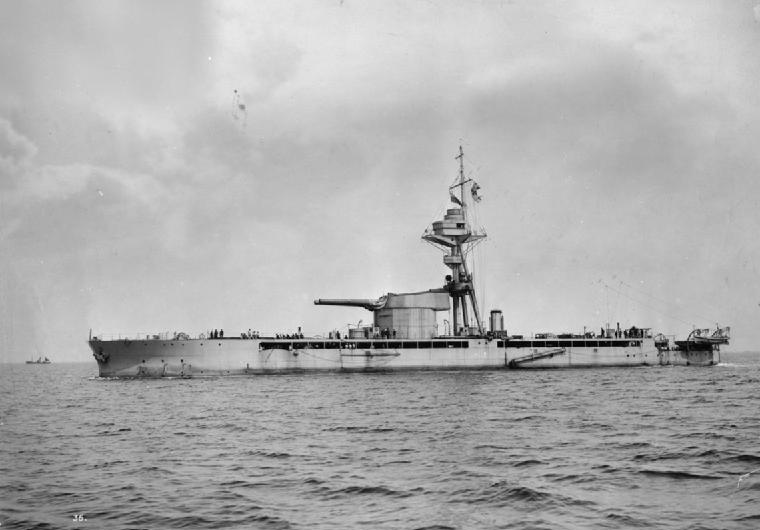
HMS Marshal Ney
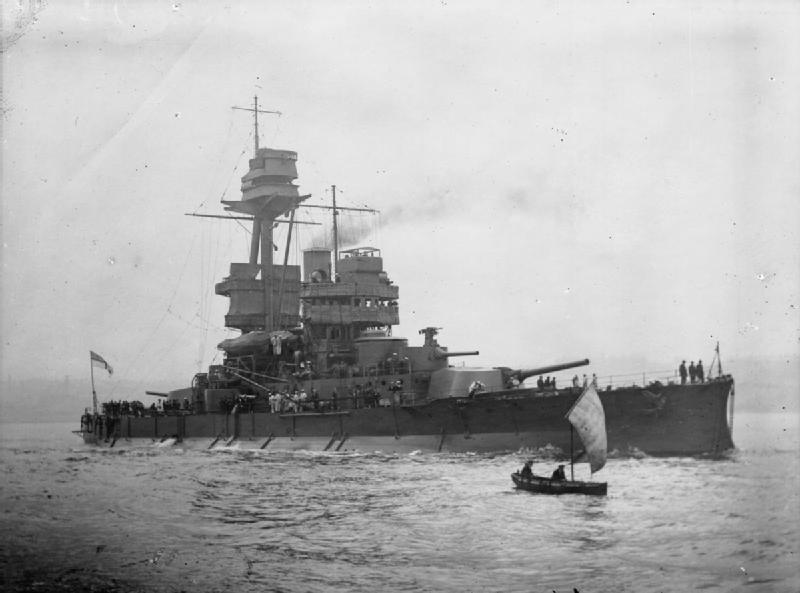
HMS Glatton
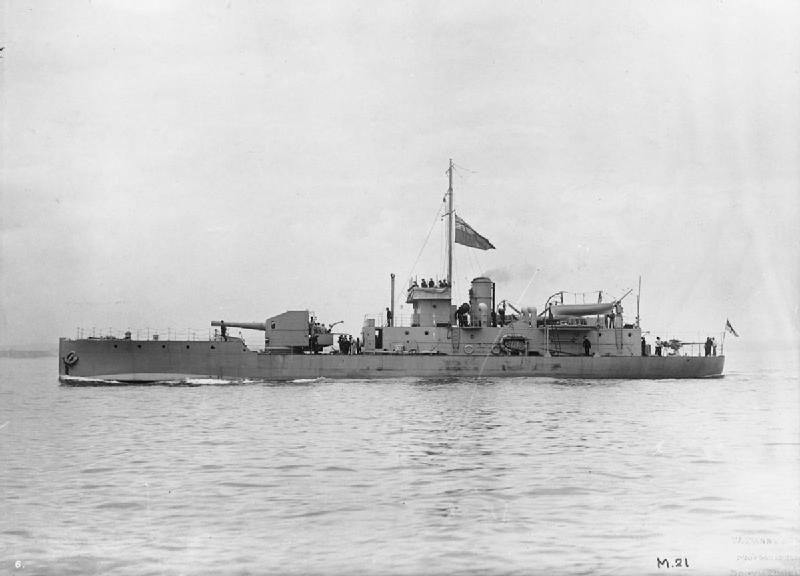
HMS M21
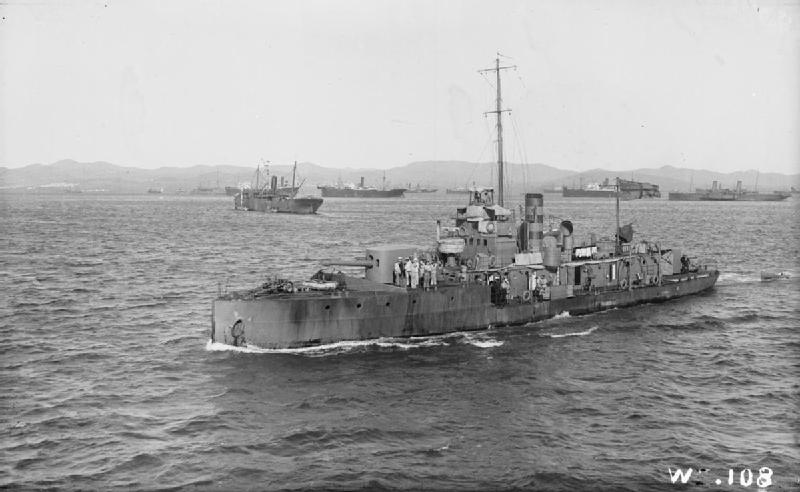
HMS M30
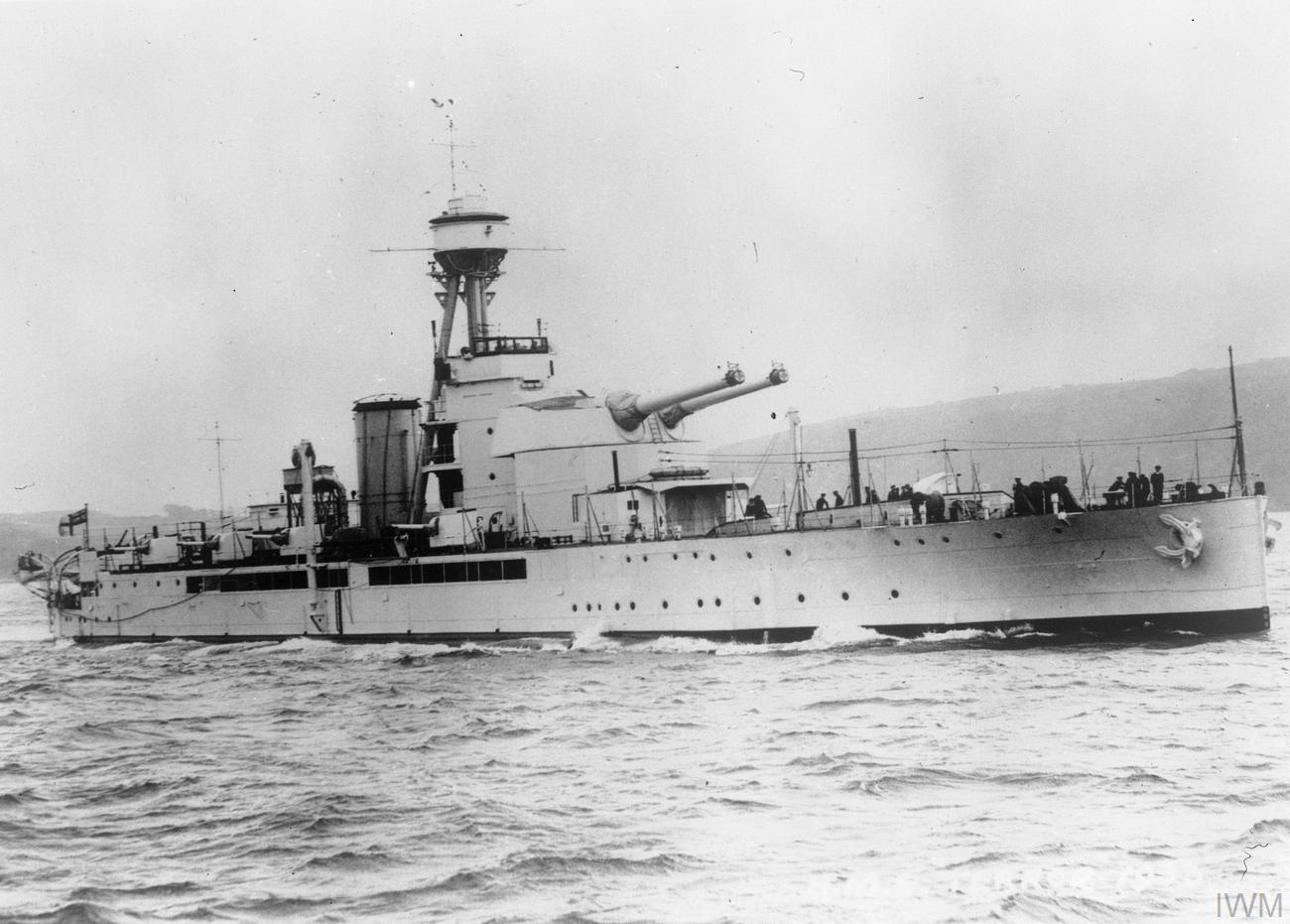
HMS Terror
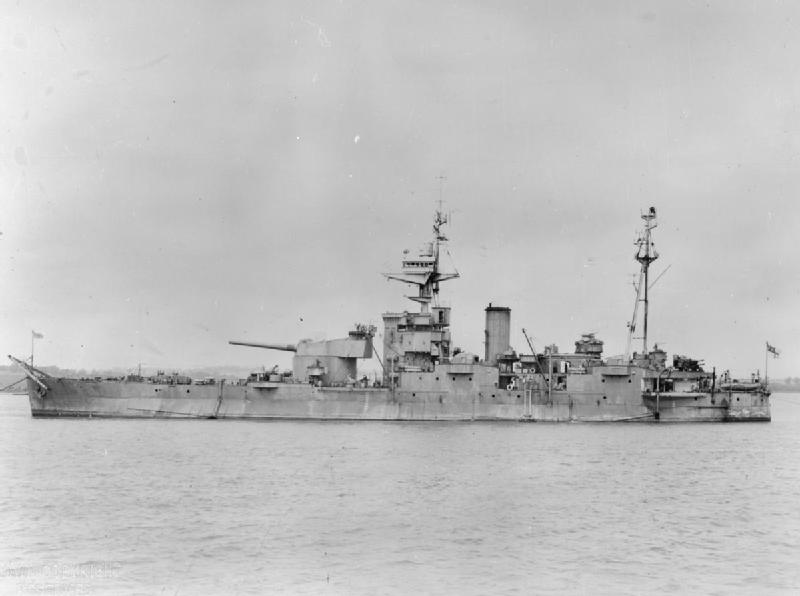
HMS Abercrombie

### Japan
- Heien (1890) – ex chin. Ping Yuen, 1895 in Weihaiwei erbeutet
- (Russische) Admiral-Uschakow-Klasse
  - Mishima (1894) – ex russ. Admiral Senjawin, 1905 in der Seeschlacht bei Tsushima erbeutet
  - Okinoshima (1896) – ex russ. General-Admiral Apraxin, 1905 in der Seeschlacht bei Tsushima erbeutet

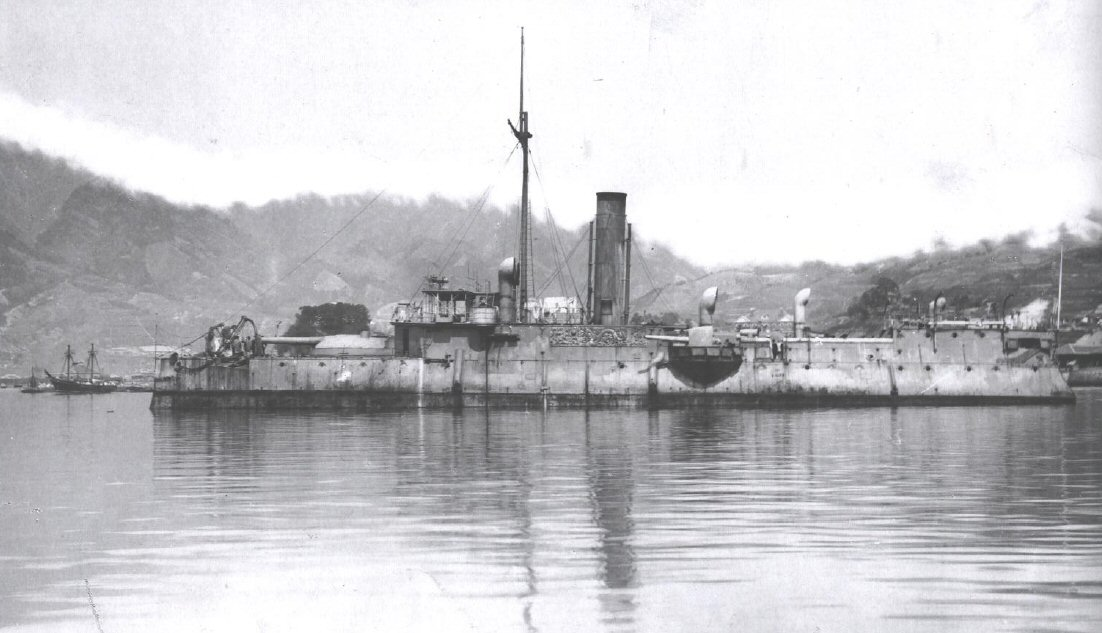
Heien
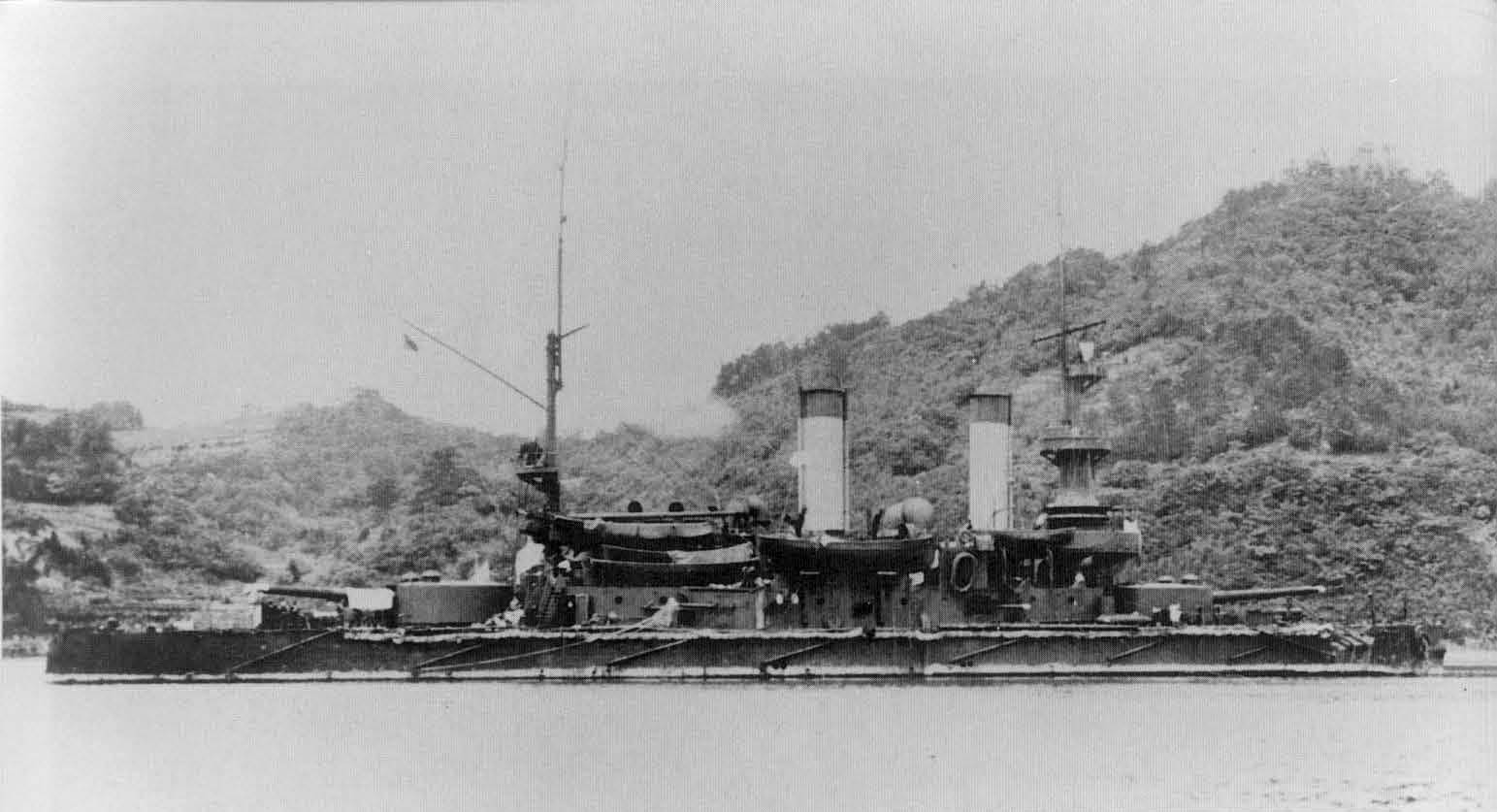
Mishima
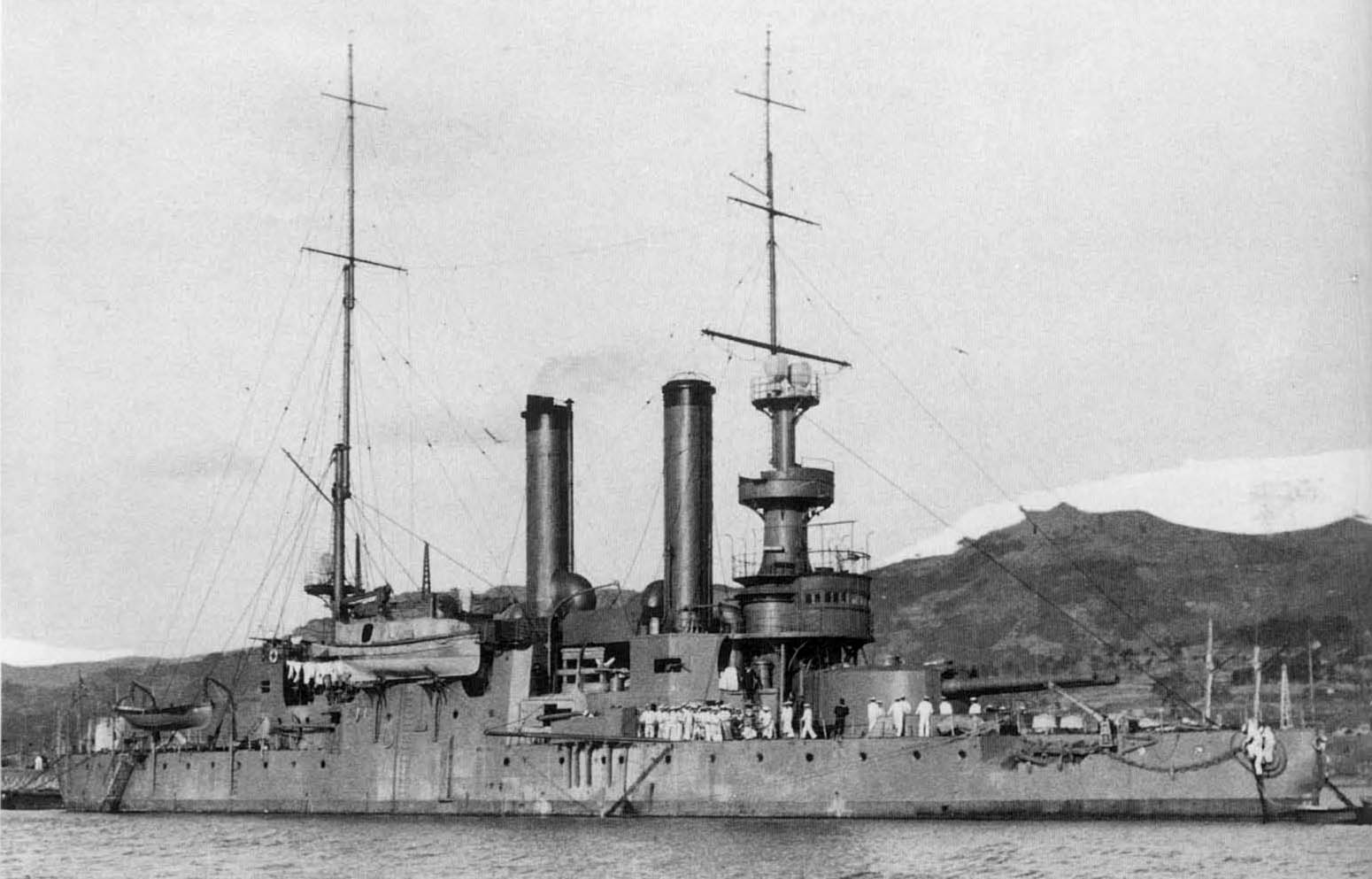
Okinoshima

### Mexiko
- (Brasilianische) Deodoro-Klasse
  - ARM Anahuac (1898) – ex brasil. Deodoro, 1924 angekauft

### Niederlande
Monitor
- Reinier Claeszen (1891)

Küstenpanzerschiffe
- Evertsen-Klasse
  - Piet Hein (1894)
  - Evertsen (1894)
  - Kortenaer (1894)
- Koningin-Regentes-Klasse
  - Koningin Regentes (1900)
  - De Ruyter (1902)
  - Hertog Hendrik (1902)
- Marten Harpertszoon Tromp (1904)
- Jacob van Heemskerck (1906)
- De Zeven Provinciën (1909) – 1937 in Soerabaia umbenannt; 1942 nach Bombentreffer auf Grund gesetzt, 1944 nach Bergung östlich von Surabaya gesunken

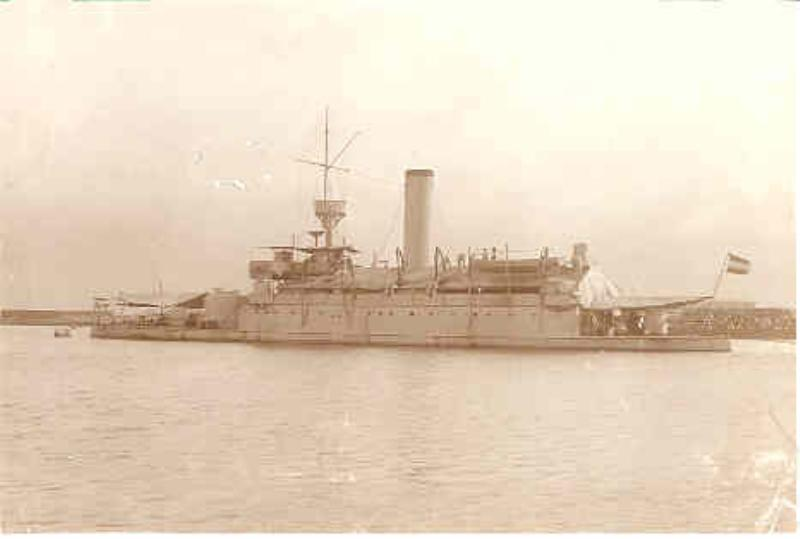
Reinier Claeszen
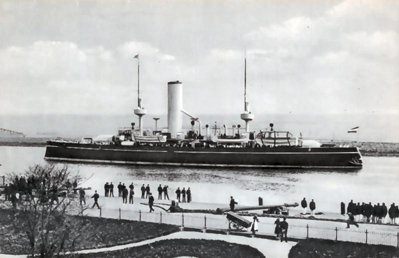
Evertsen
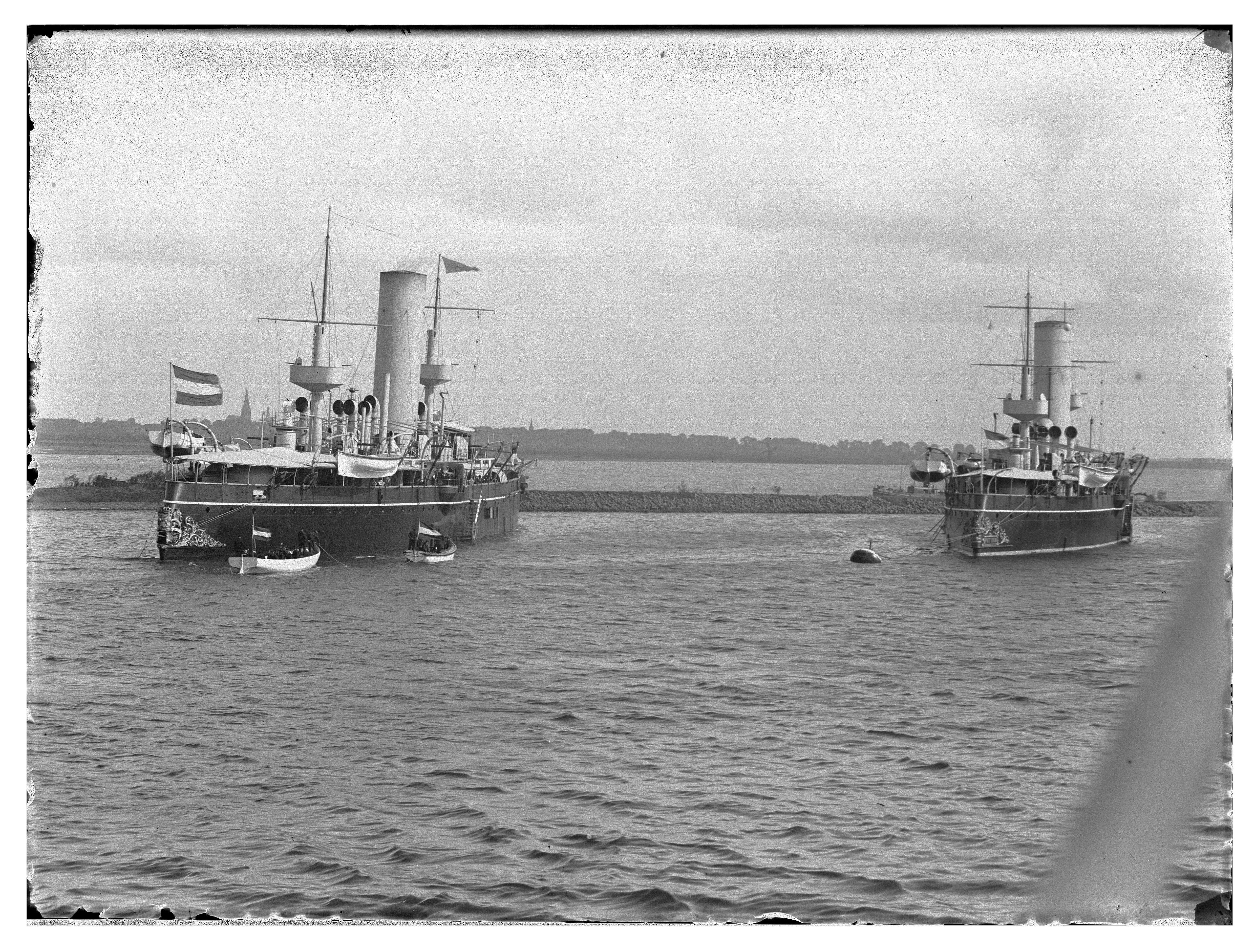
Piet Hein und Kortenaer
Koningin Regentes
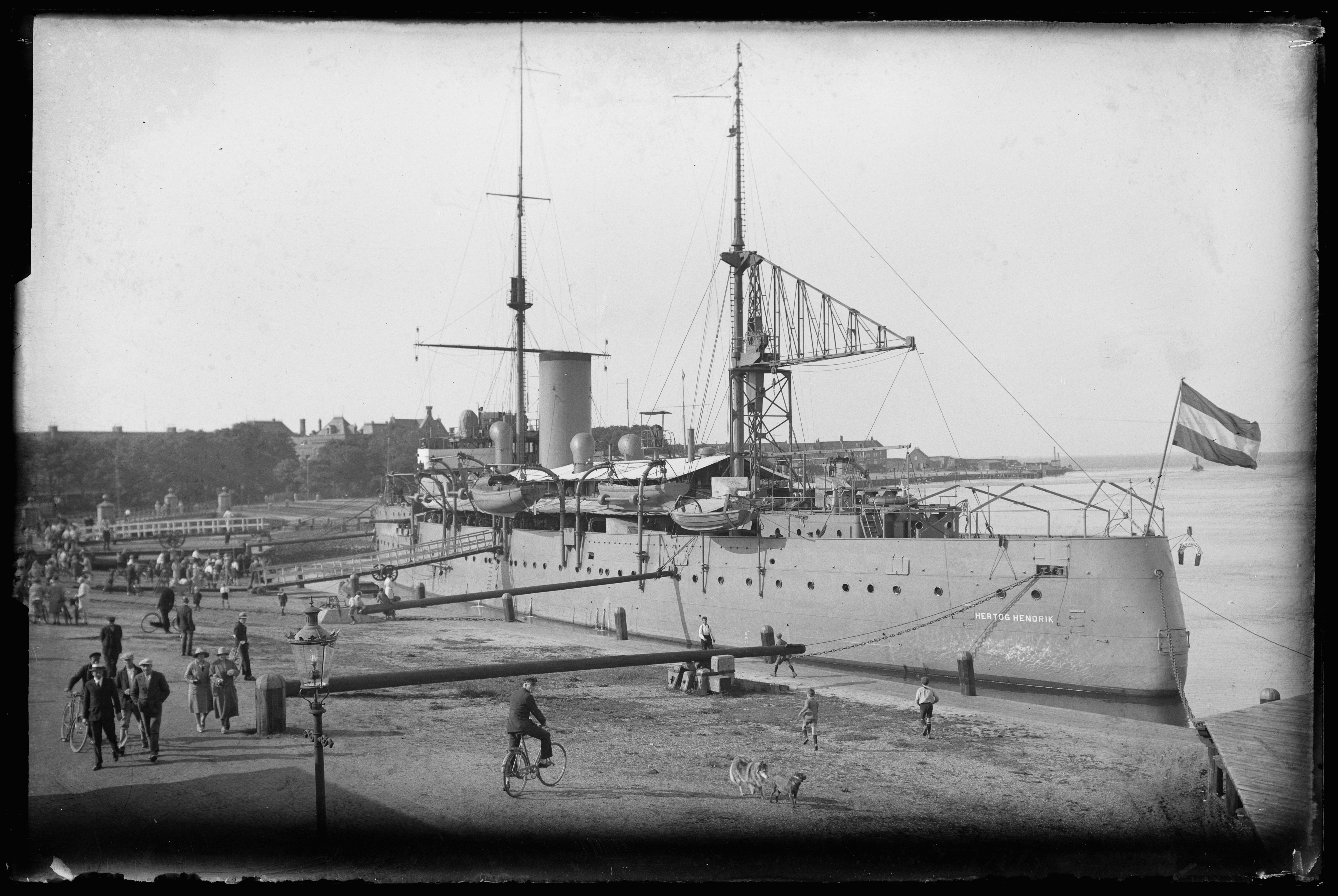
Hertog Hendrik
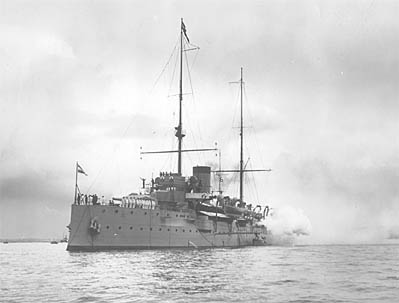
Marten Harpertszoon Tromp
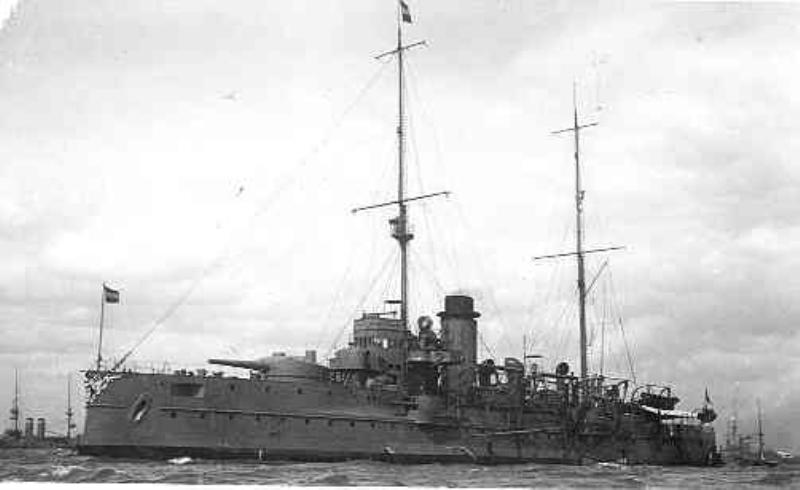
Jacob van Heemskerck
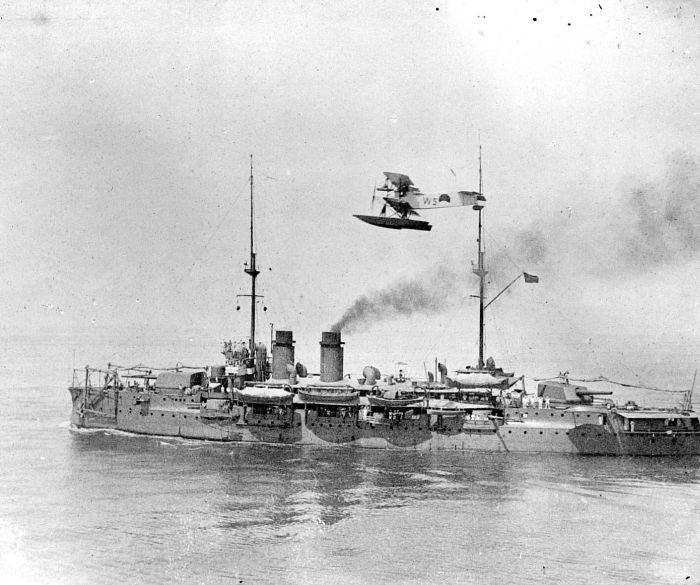
De Zeven Provinciën

### Norwegen
- Tordenskjold-Klasse
  - Harald Haarfagre (1897) – 1940 von Deutschland erbeutet, 1941 als Flakschiff Thetis in Dienst
  - Tordenskjold (1897) – 1940 von Deutschland erbeutet, 1941 als Flakschiff Nymphe in Dienst
- Eidsvold-Klasse
  - Norge (1900) – 1940 im Hafen von Narvik durch deut. Zerstörer Bernd von Arnim torpediert
  - Eidsvold (1900) – 1940 im Ofotfjord vor Narvik durch deut. Zerstörer Wilhelm Heidkamp torpediert

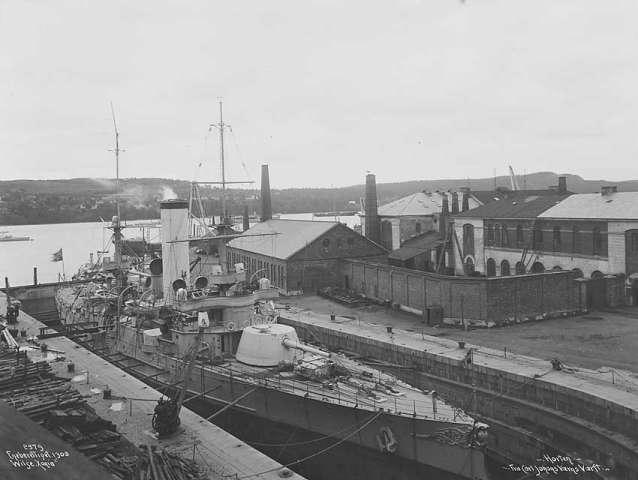
Harald Haarfagre
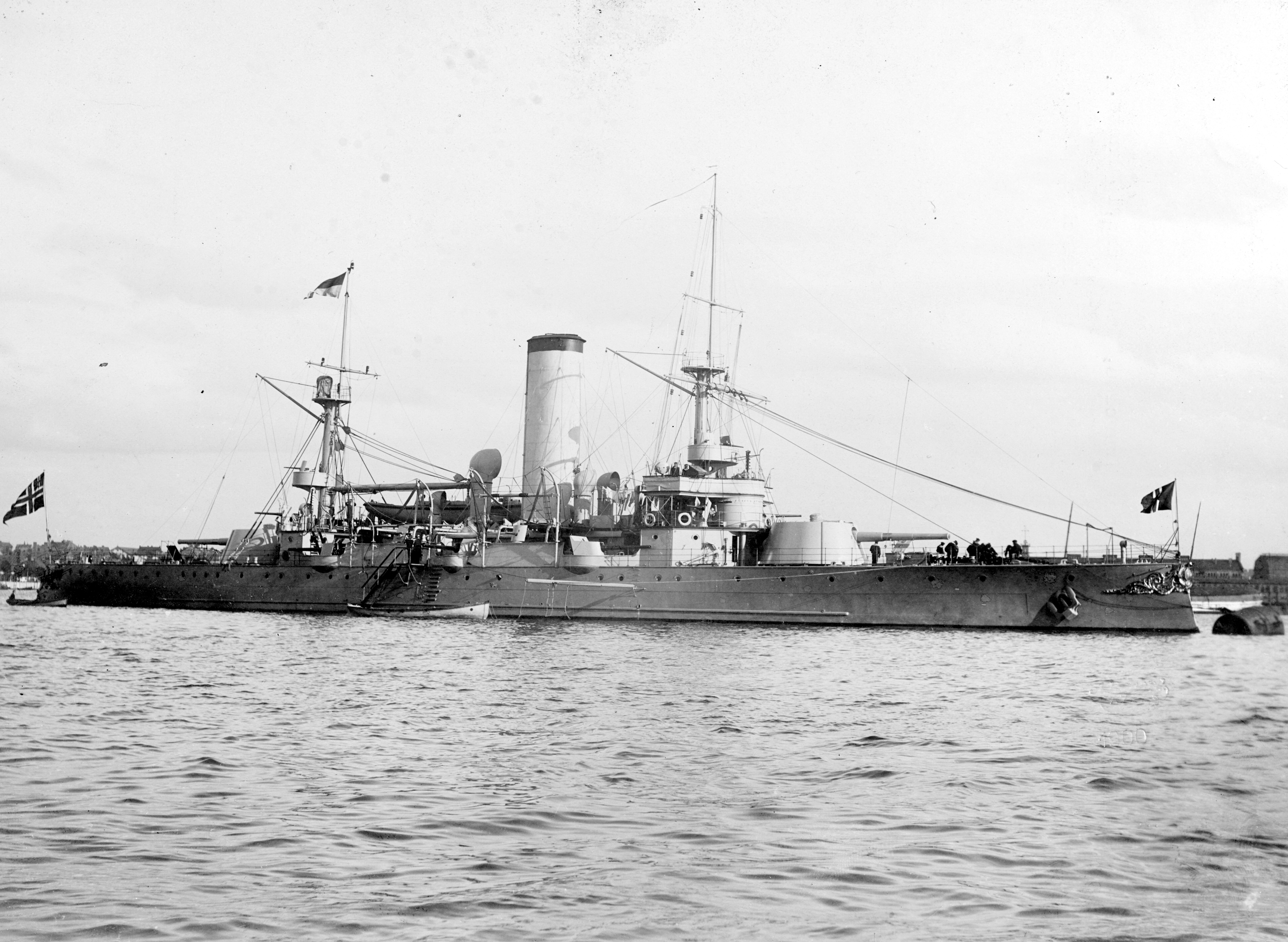
Tordenskjold
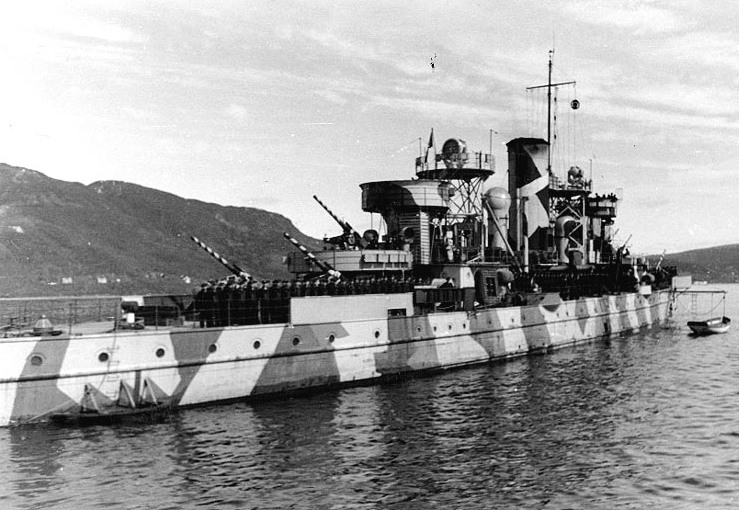
Flakschiff Nymphe
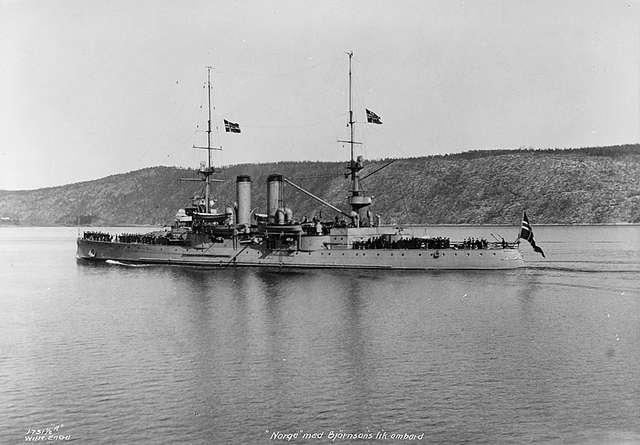
Norge
Eidsvold

### Österreich-Ungarn
- Monarch-Klasse
  - SMS Monarch (1895)
  - SMS Budapest (1895)
  - SMS Wien (1895)

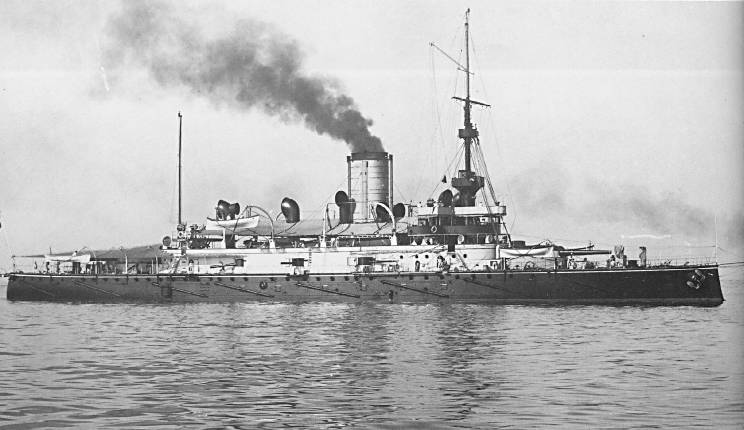
SMS Budapest
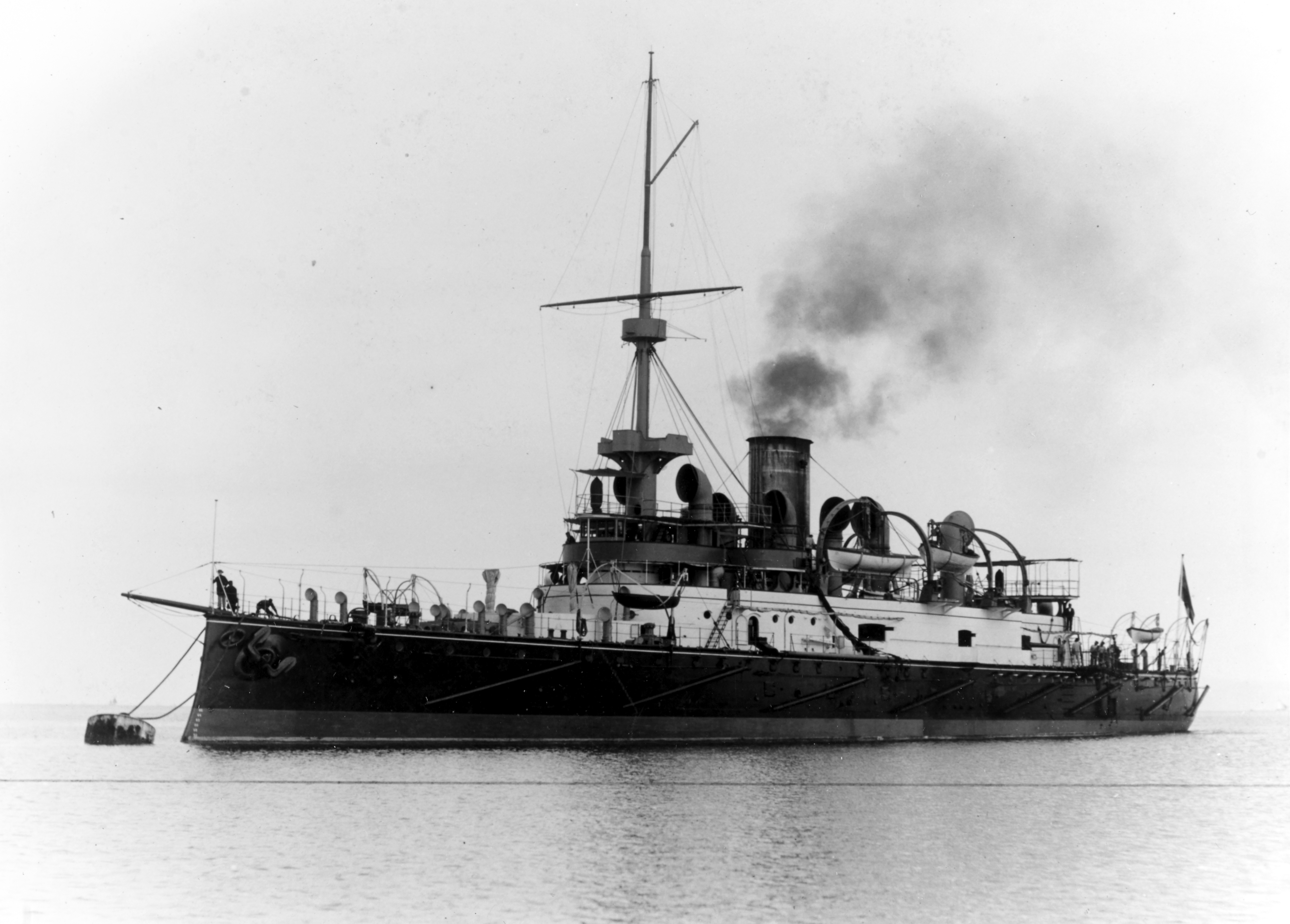
SMS Wien

### Russland/Sowjetunion
Panzerkanonenboote
- Grosjaschtschi-Klasse
  - Grosjaschtschi, russ. Грозящий (1890)
  - Gremjaschtschi, russ. Гремящий (1892) – 1904 vor Port Arthur auf Mine gelaufen und gesunken
  - Otwaschny, russ. Отважный (1892) – 1904 vor dem Fall von Port Arthur selbstversenkt
- Chrabry, russ. Храбрый (1895) – nach der Oktoberrevolution in Krasnoje Snamja (russ. Красное Знамя) umbenannt

Küstenpanzerschiffe
- Admiral-Uschakow-Klasse
  - Admiral Uschakow, russ. Адмирал Ушаков (1893) – 1905 in der Seeschlacht bei Tsushima nach Artillerietreffern selbstversenkt
  - Admiral Senjawin, russ. Адмирал Сенявин (1894) – 1905 in der Seeschlacht bei Tsushima an Japan verloren und in Mishima umbenannt
  - General-Admiral Apraxin, russ. Генерал-адмирал Апраксин (1896) – 1905 in der Seeschlacht bei Tsushima an Japan verloren und in Okinoshima umbenannt
- (Finnische) Väinämöinen-Klasse
  - Wyborg, russ. Выборг (1932) – ex finn. Väinämöinen, 1947 erhalten

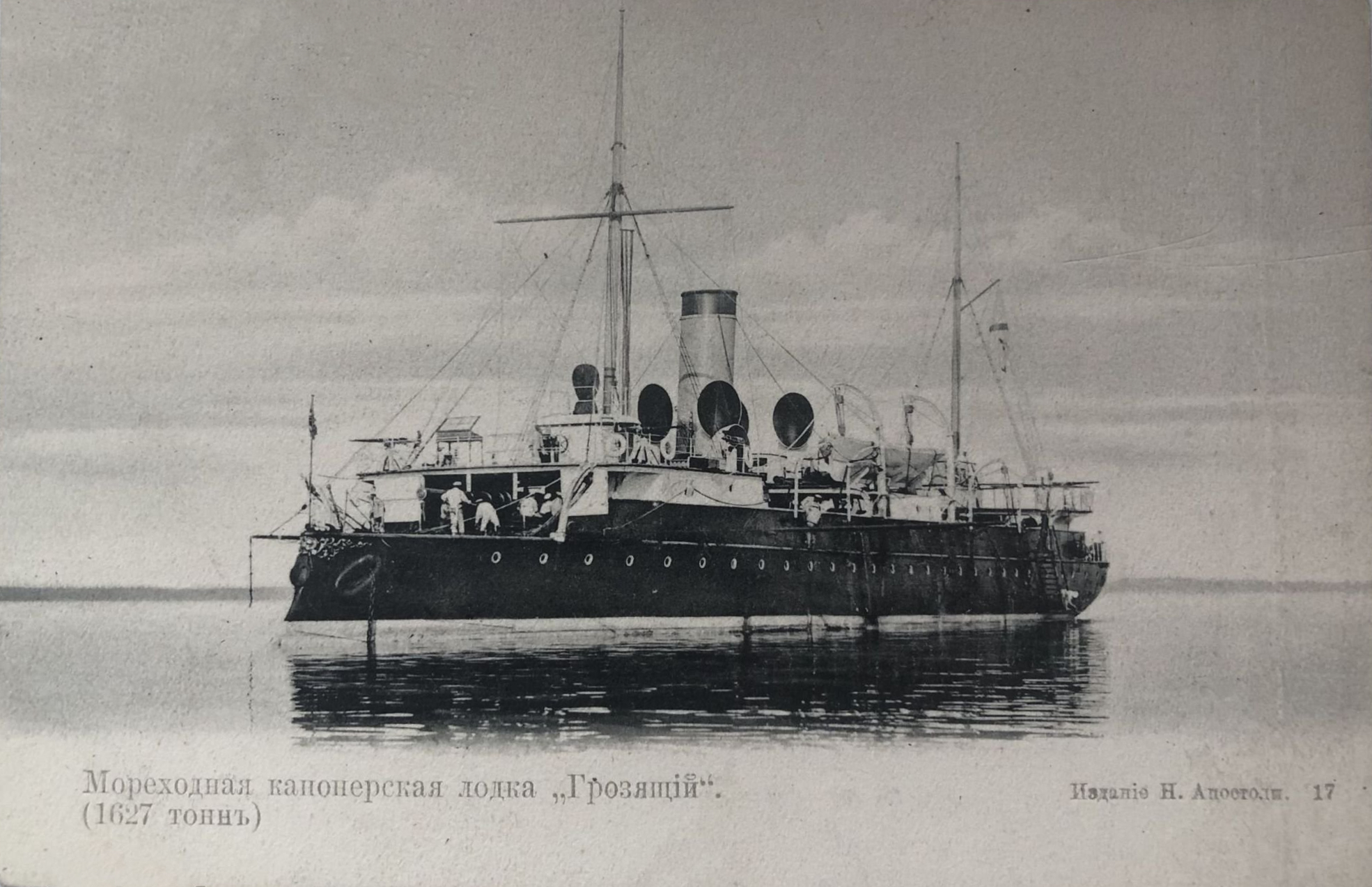
Grosjaschtschi
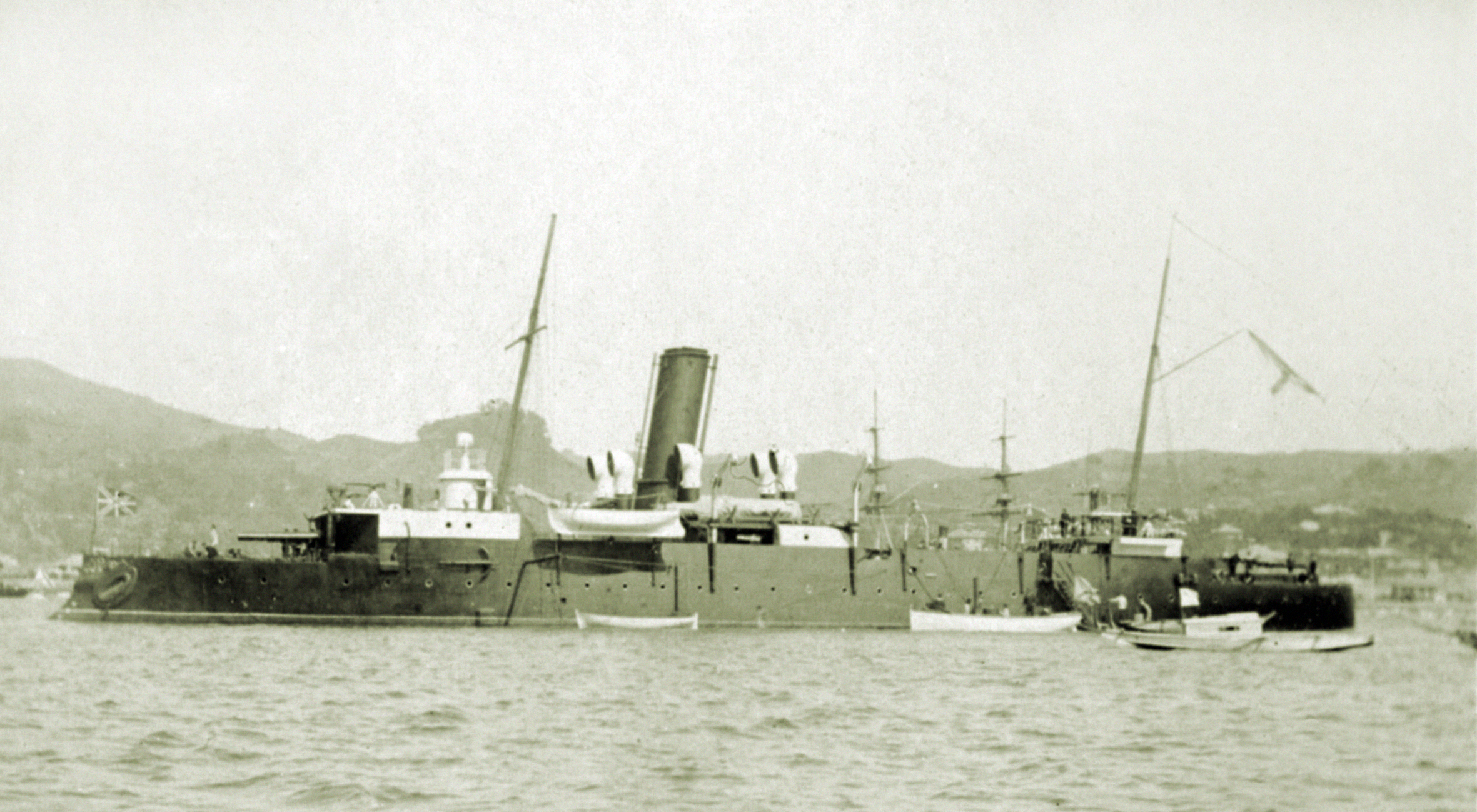
Gremjaschtschi
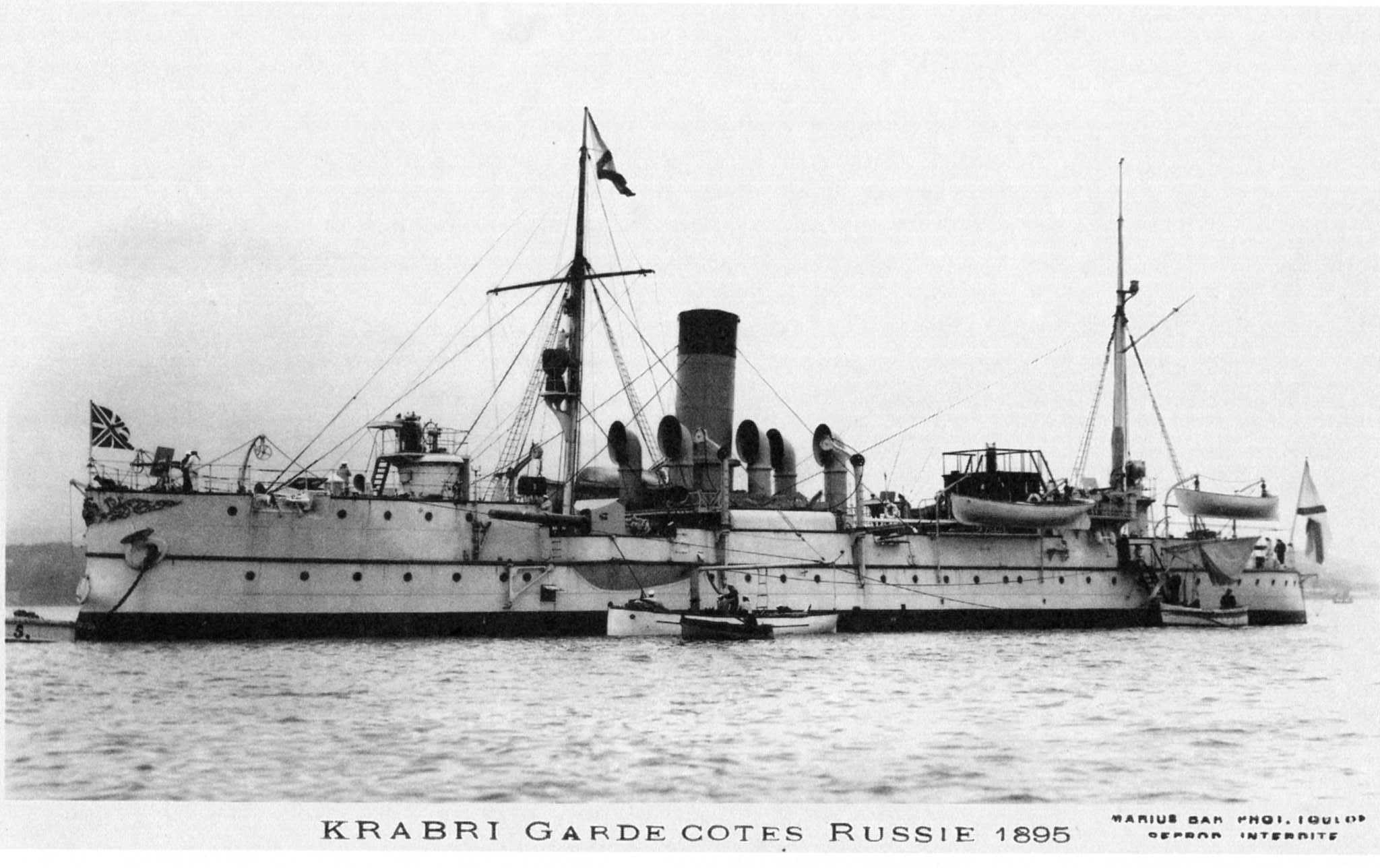
Chrabry
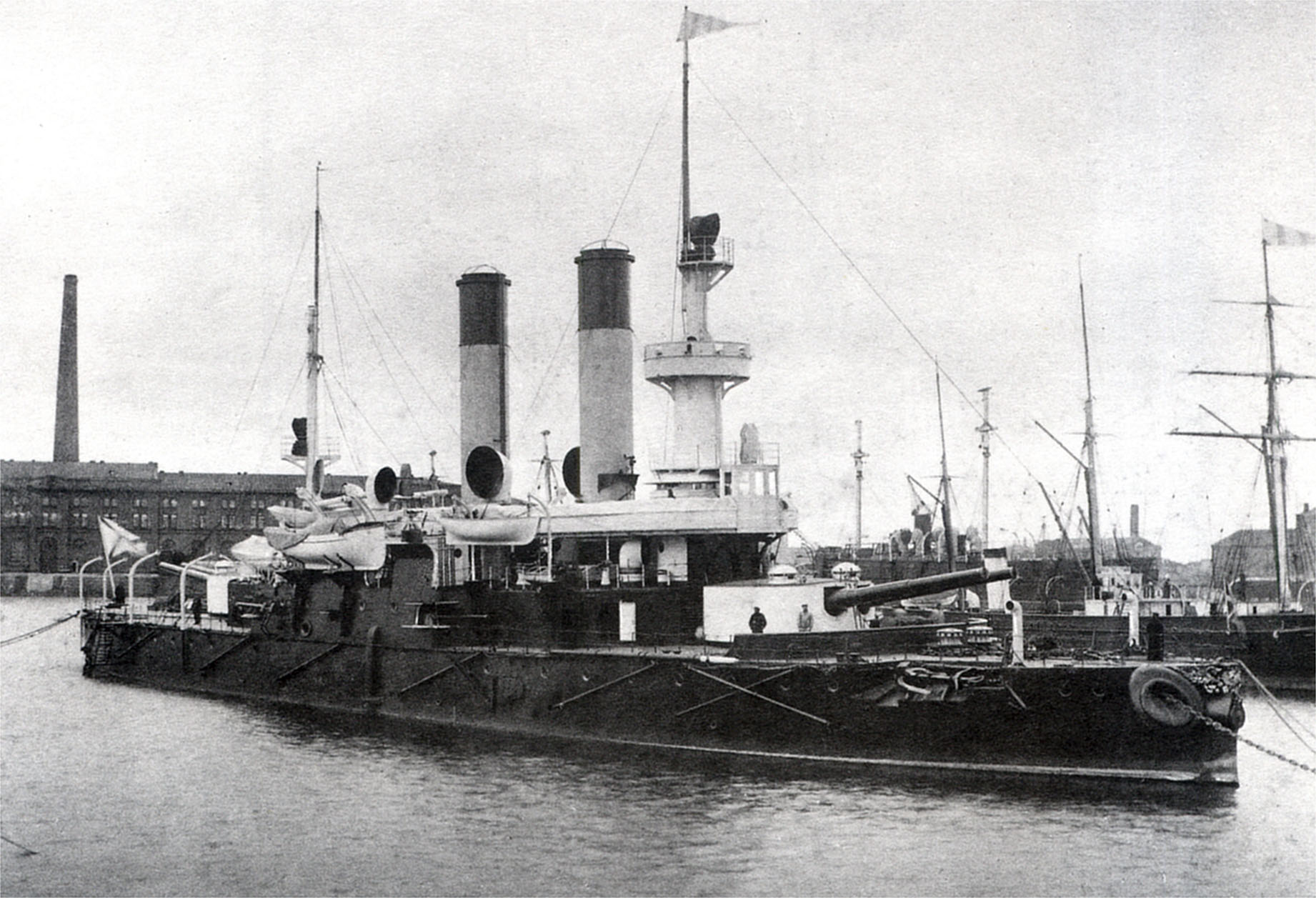
Admiral Uschakow
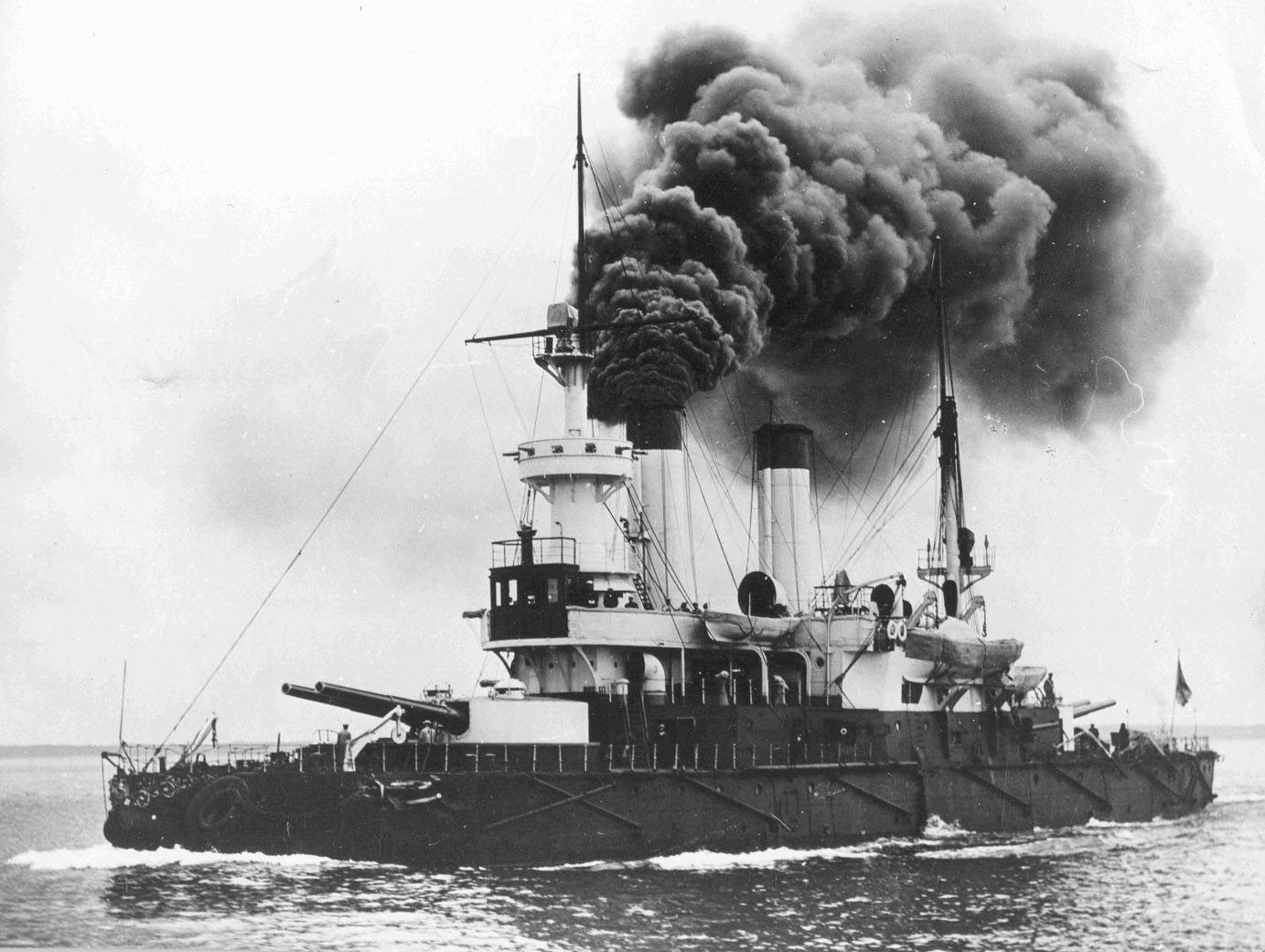
Admiral Senjawin
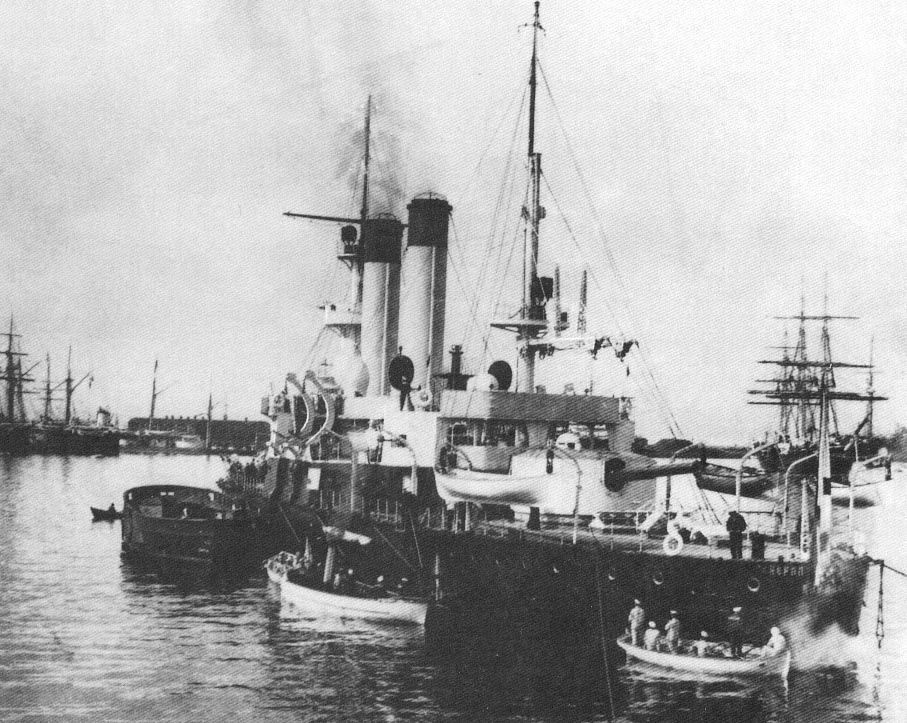
General-Admiral Apraxin

### Schweden
- Svea-Klasse
  - Svea (1885)
  - Göta (1889)
  - Thule (1893)
- Oden-Klasse
  - HMS Oden (1896)
  - HMS Thor (1898)
  - HMS Niord (1898)
- HMS Dristigheten (1900) – 1927/29 Umbau zu Seeflugzeugtender
- Äran-Klasse
  - HMS Äran (1901)
  - HMS Wasa (1901)
  - HMS Tapperheten (1901)
  - HMS Manligheten (1903) – 1940/41 modernisiert
- HMS Oscar II (1905)
- Sverige-Klasse
  - HMS Sverige (1915)
  - HMS Drottning Victoria (1917)
  - HMS Gustaf V (1918)

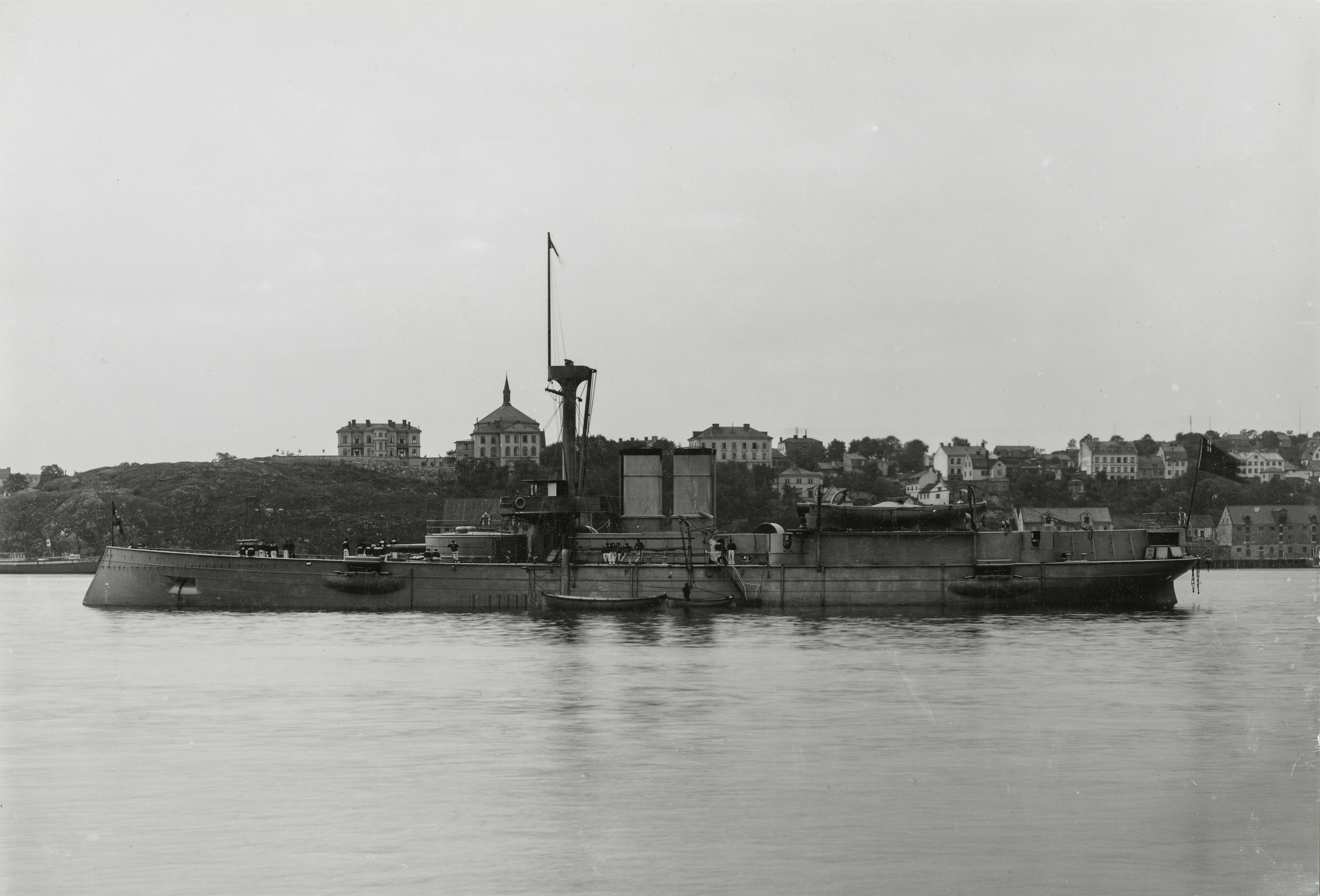
HMS Svea
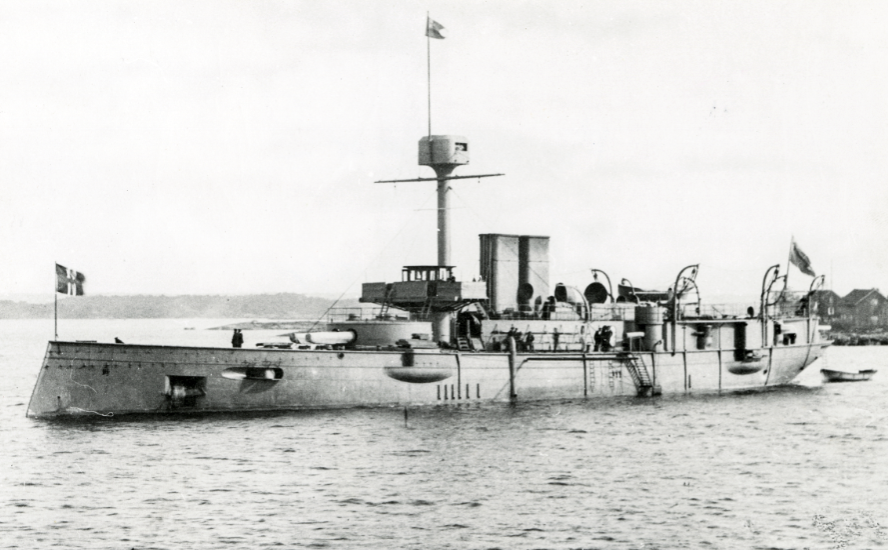
HMS Göta
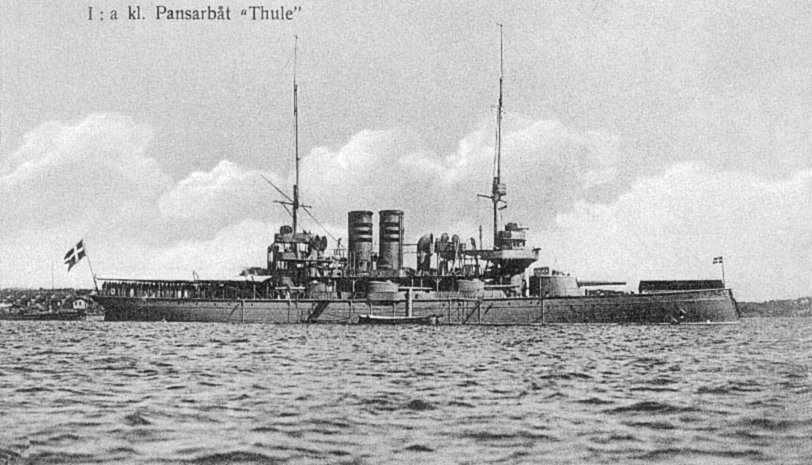
HMS Thule
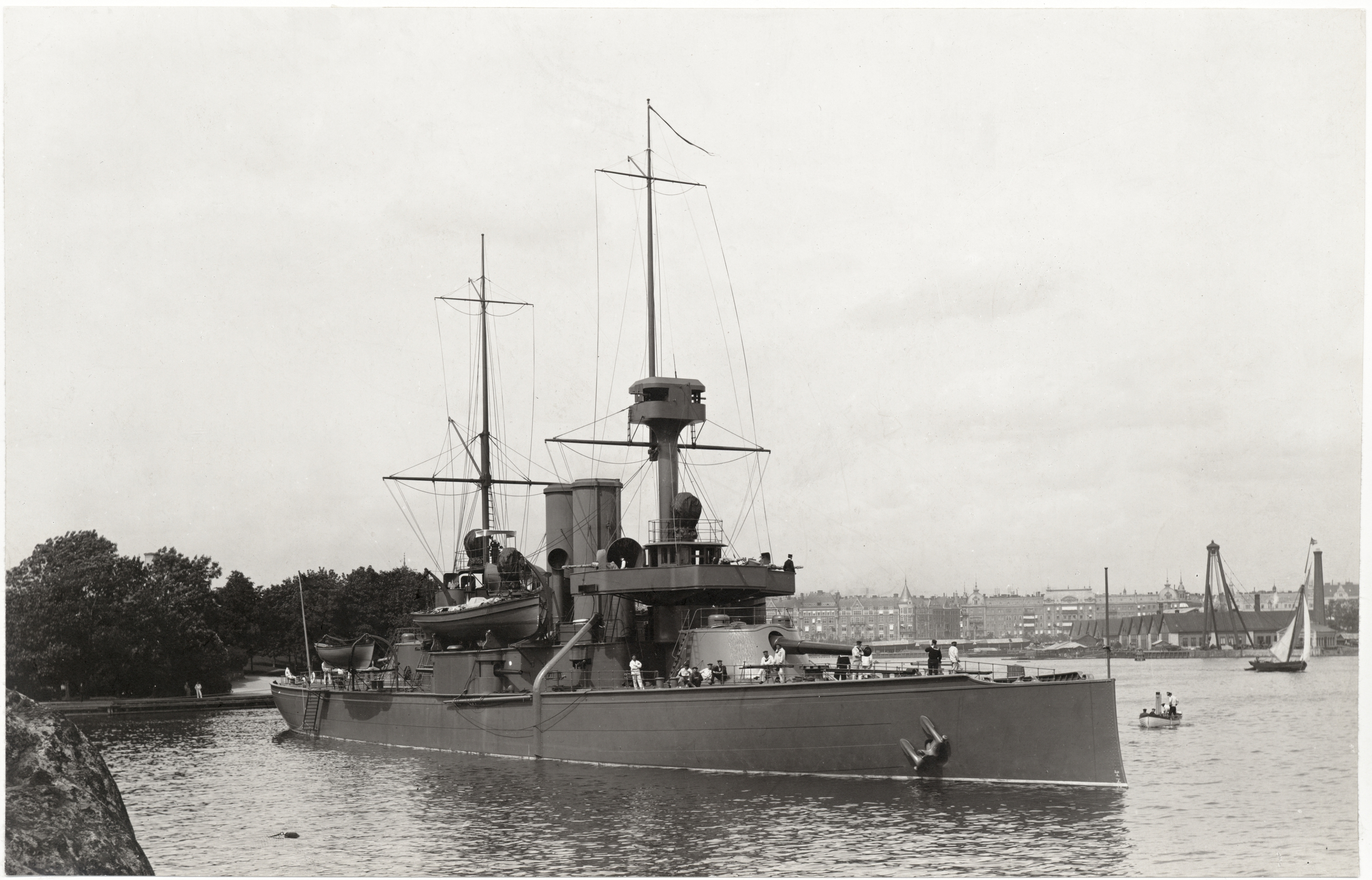
HMS Oden
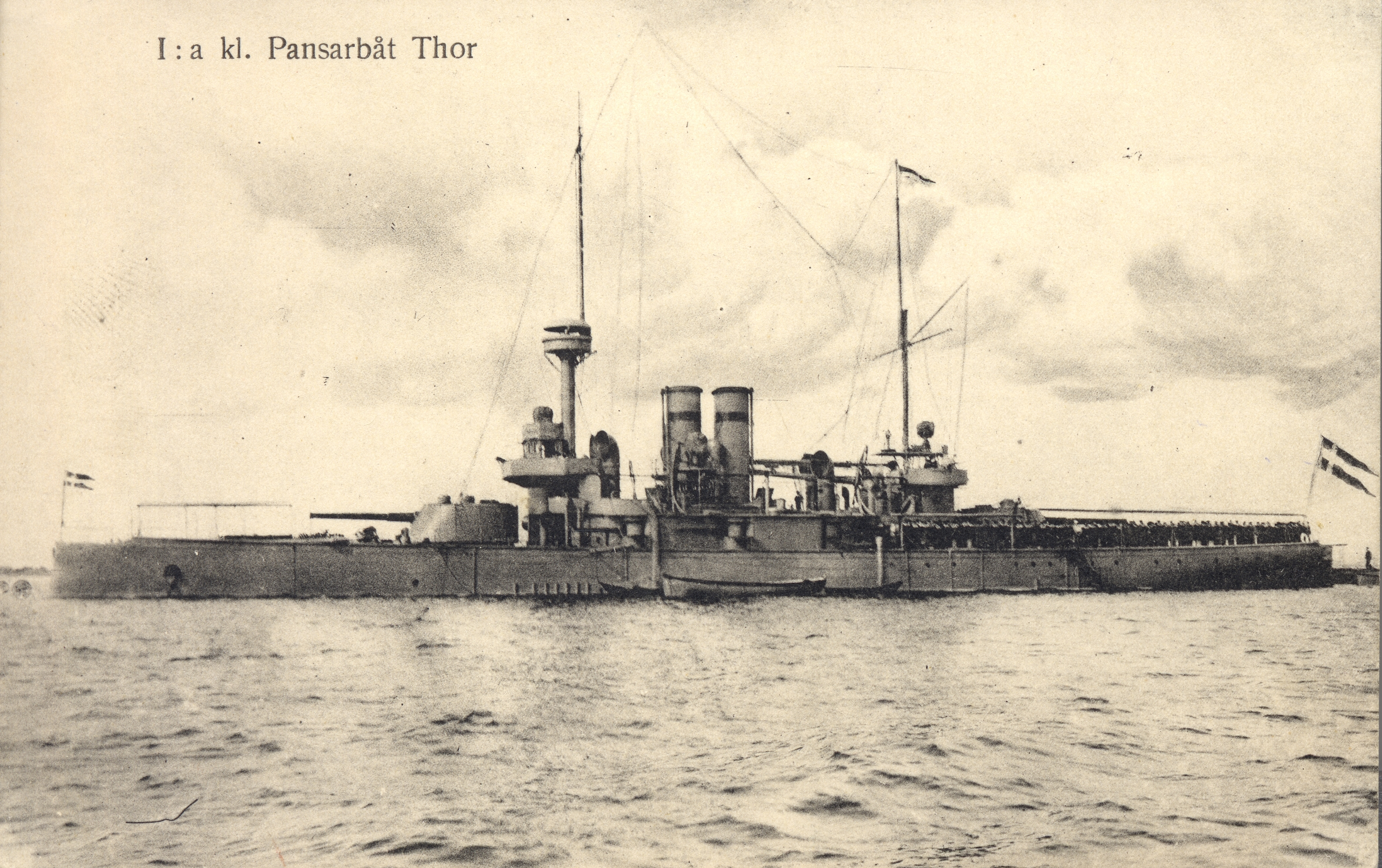
HMS Thor
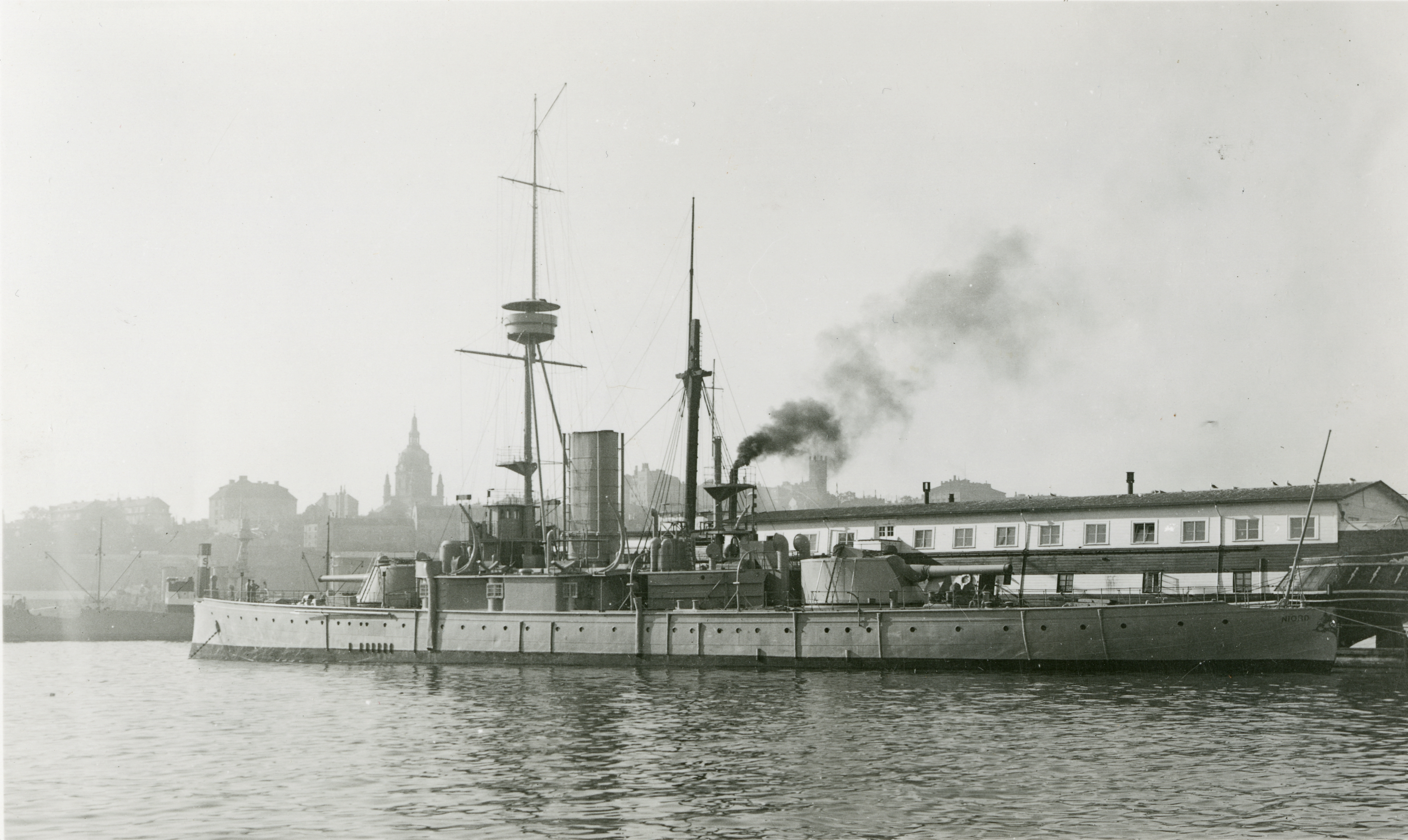
HMS Niord
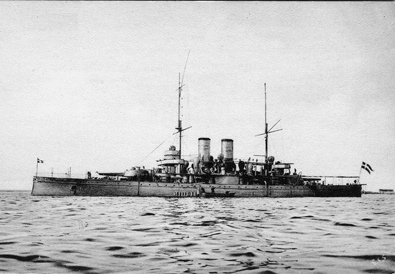
HMS Dristigheten
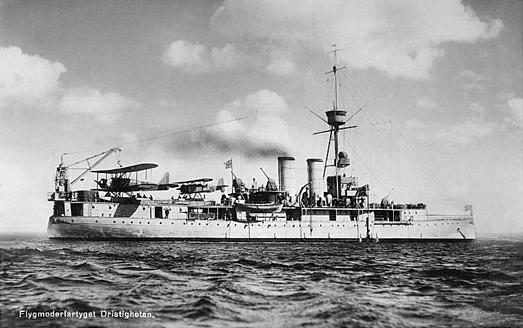
HMS Dristigheten als Seeflugzeugtender
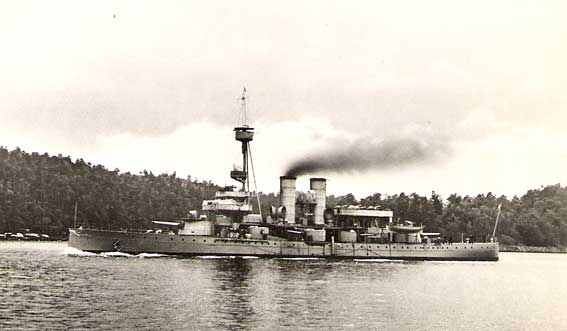
HMS Äran
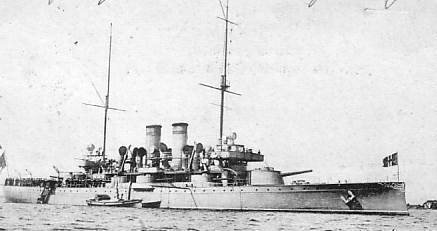
HMS Wasa
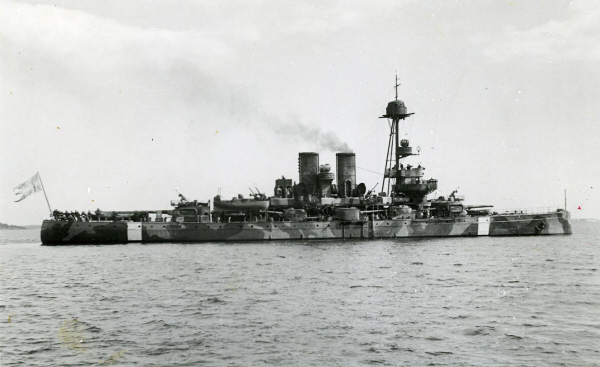
HMS Tapperheten
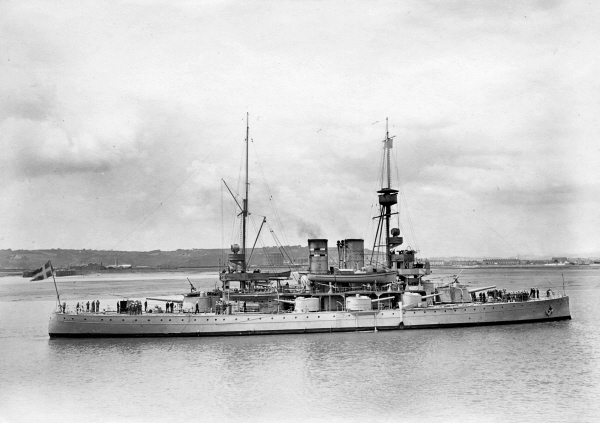
HMS Manligheten
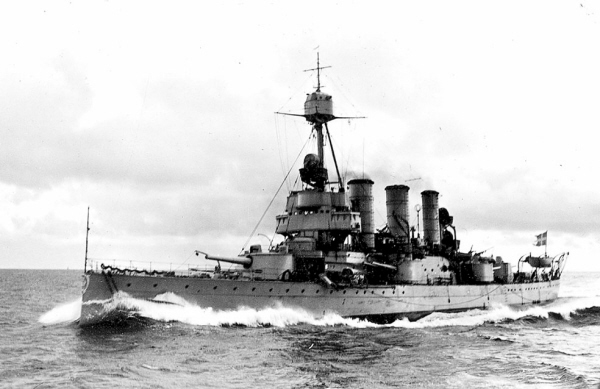
HMS Oscar II
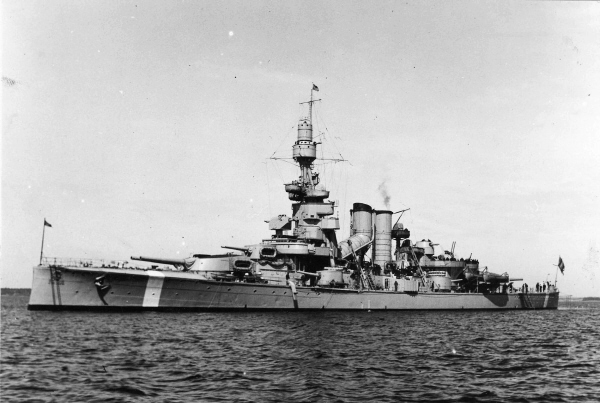
HMS Sverige
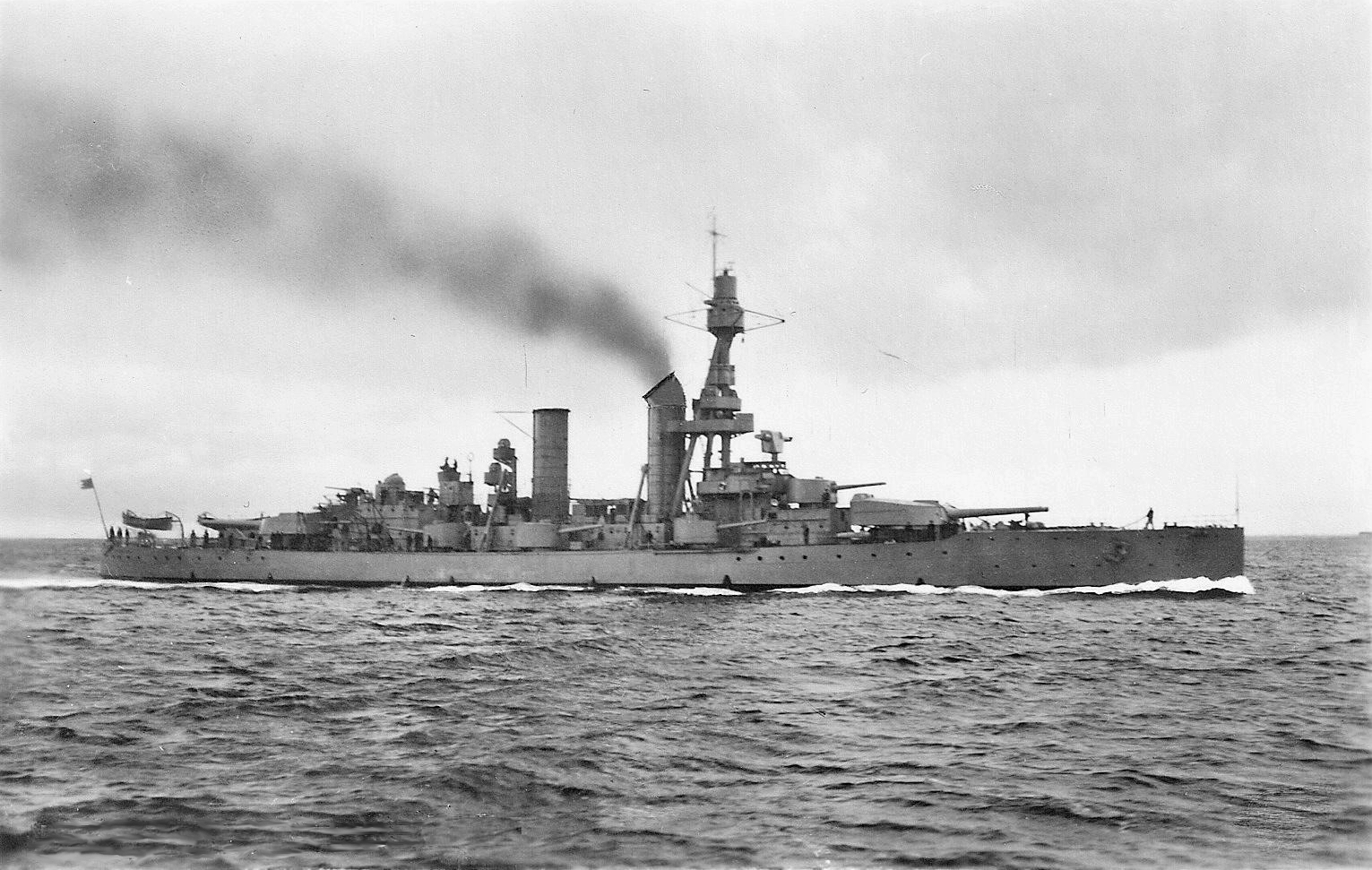
HMS Drottning Victoria
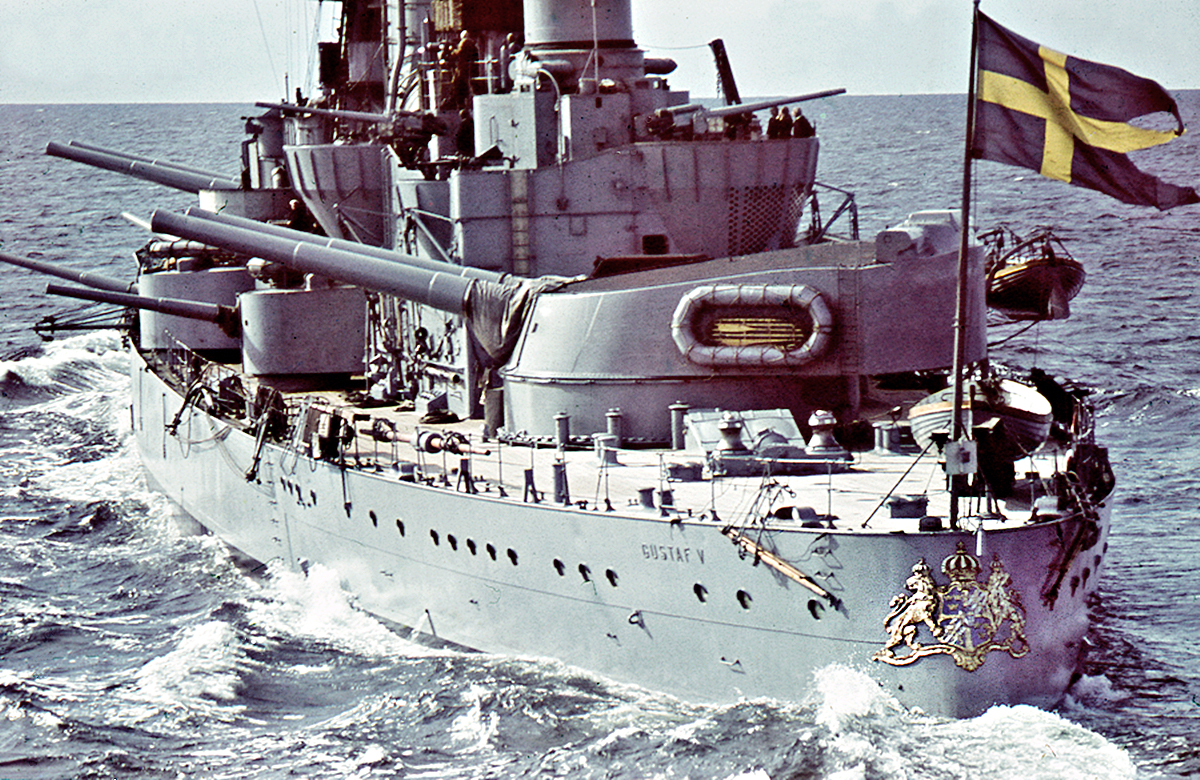
HMS Gustaf V

### Siam/Thailand

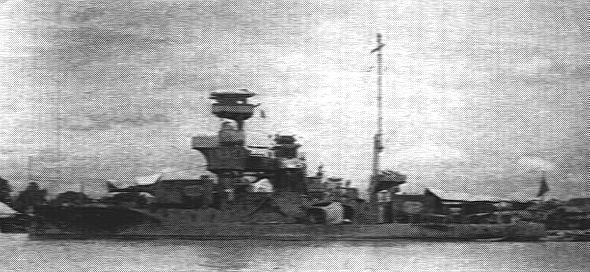
Sukhothai
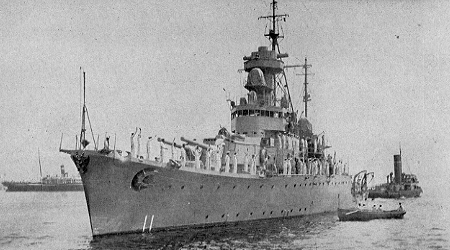
Thonburi

Panzerkanonenboote
- Ratanokosindra-Klasse
  - Ratanokosindra (1925)
  - Sukhothai (1929)

Küstenpanzerschiffe
- Thonburi-Klasse
  - Sri Ayutthaya (1937)
  - Thonburi (1938)

- Sukhothai
- Thonburi

### Vereinigte Staaten
Monitore
- USS Puritan (BM-1) (1882)
- Amphitrite-Klasse
  - USS Amphitrite (BM-2) (1883)
  - USS Monadnock (BM-3) (1883)
  - USS Terror (BM-4) (1883)
  - USS Miantonomoh (BM-5) (1876)
- USS Monterey (BM-6) (1891)
- Arkansas-Klasse
  - USS Arkansas (BM-7) (1900) – 1909 in USS Ozark umbenannt
  - USS Nevada (BM-8) (1900) – 1909 in USS Tonopah umbenannt
  - USS Florida (BM-9) (1901) – 1908 in USS Tallahassee umbenannt
  - USS Wyoming (BM-10) (1900) – 1909 in USS Cheyenne umbenannt

Die Monitore BM-1 bis BM-5 wurden zwar bereits zwischen 1876 und 1883 vom Stapel gelassen, aber erst nach einer extrem langen Bauzeit um 1895 fertiggestellt.
Rammschiff
- USS Katahdin (1893)

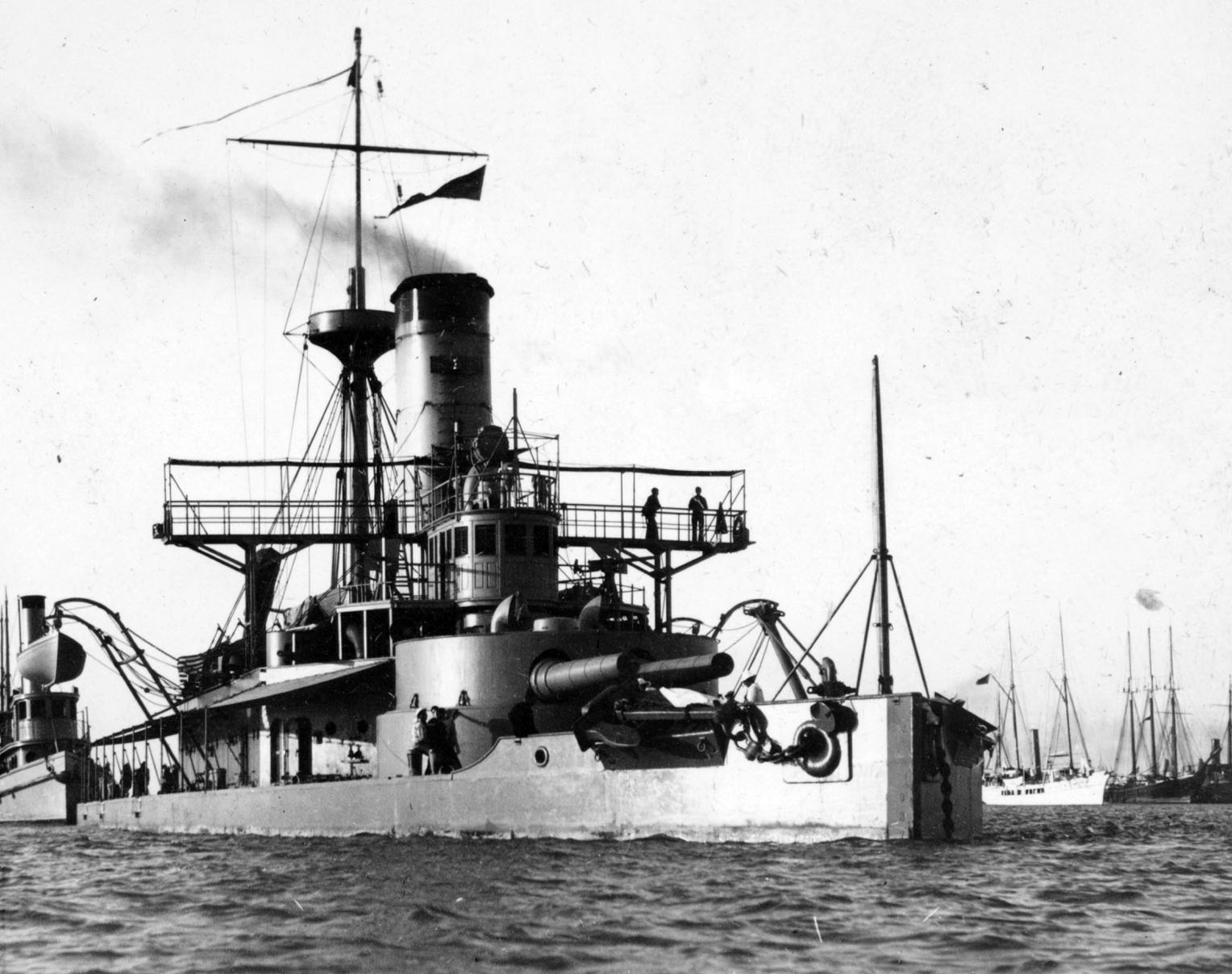
USS Puritan (BM-1)
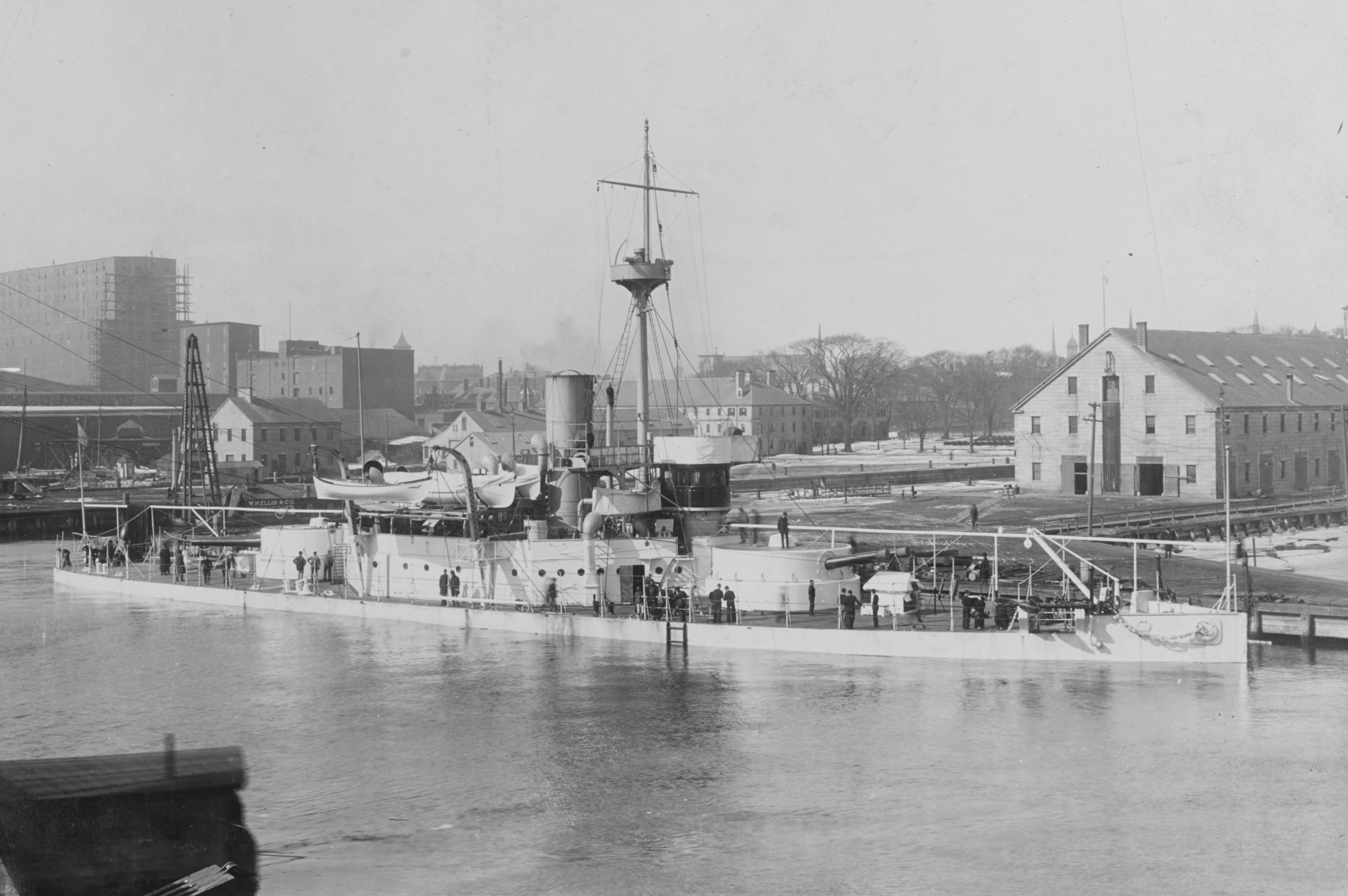
USS Amphitrite (BM-2)
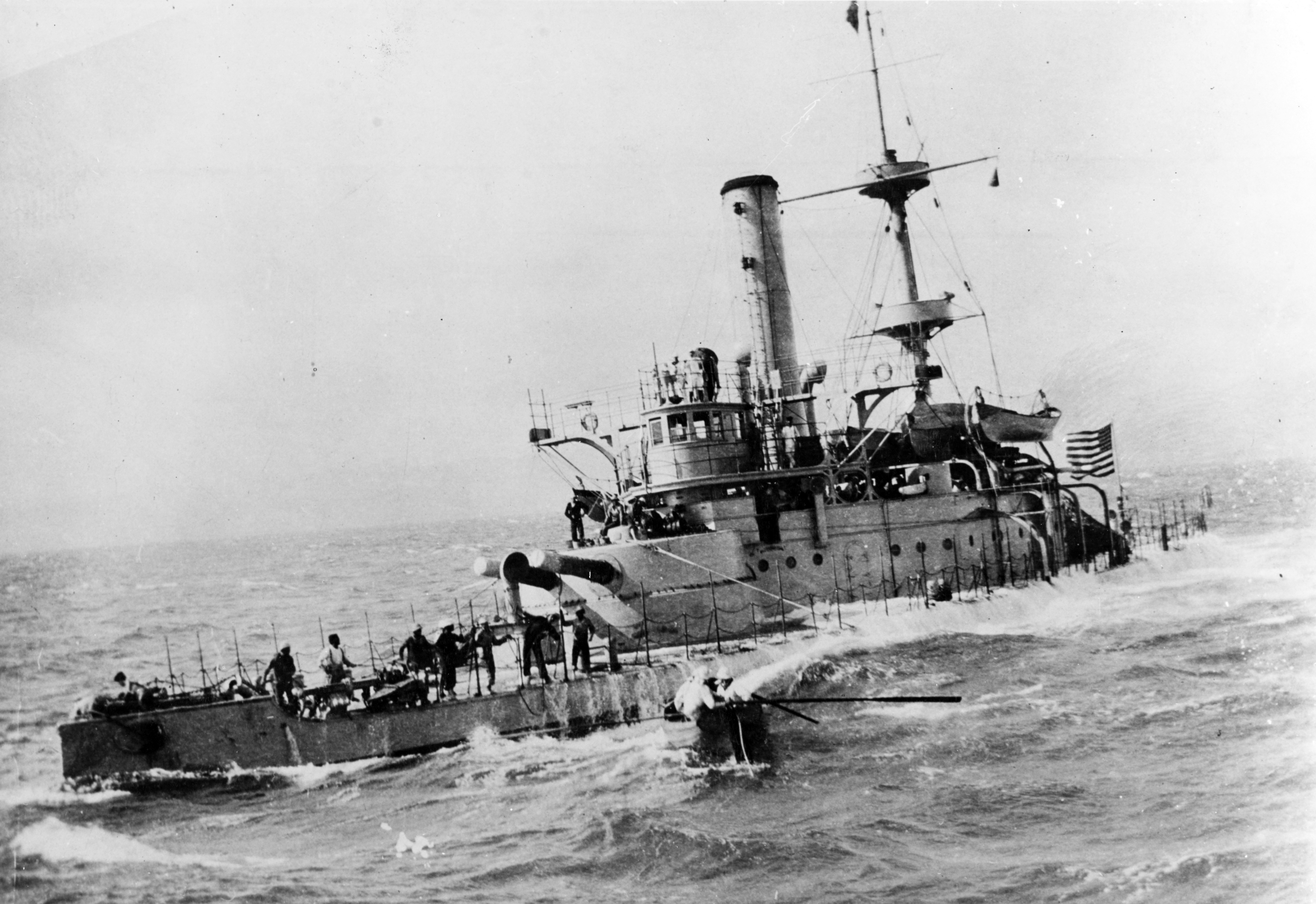
USS Monadnock (BM-3)
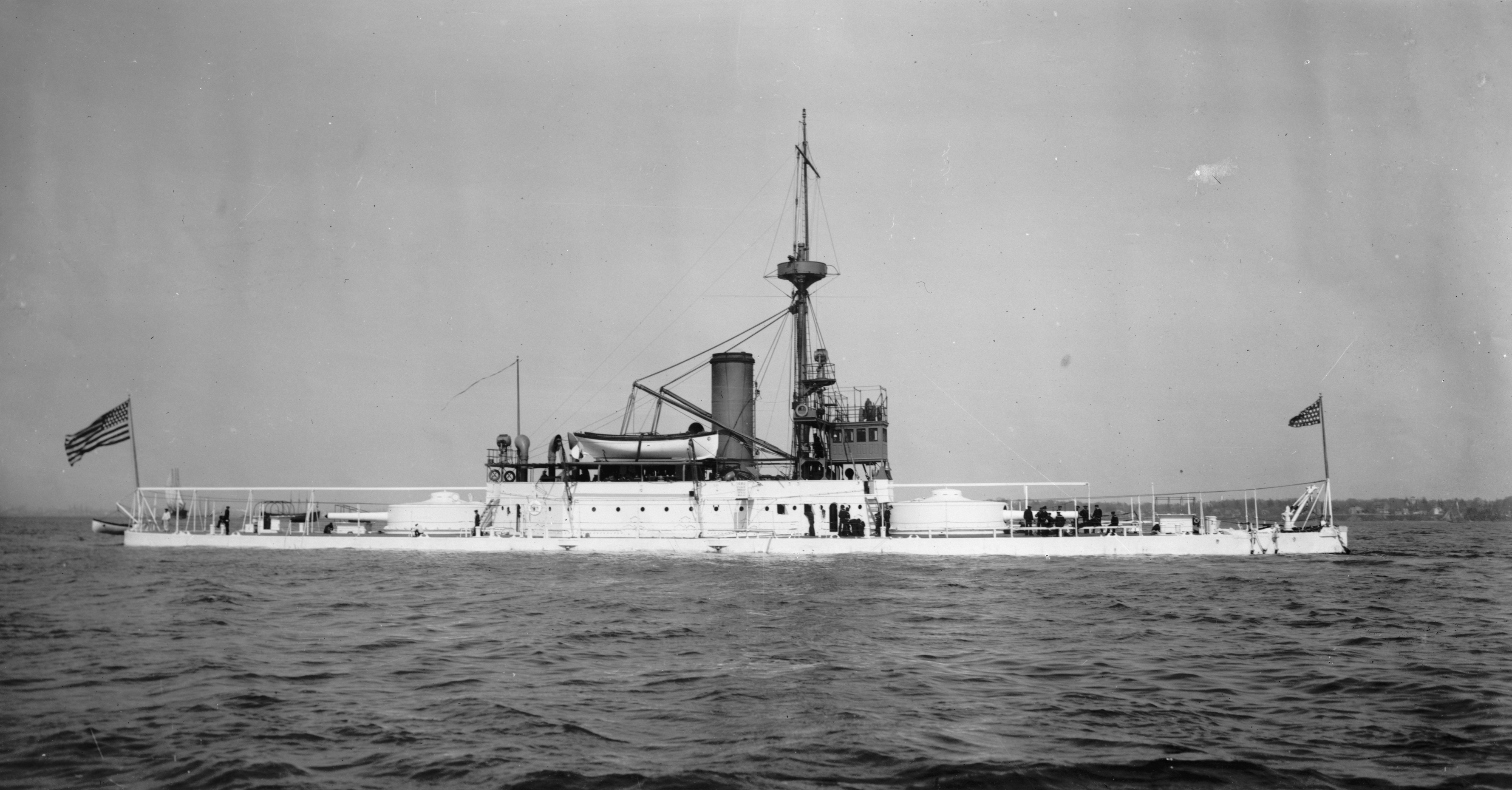
USS Terror (BM-4)
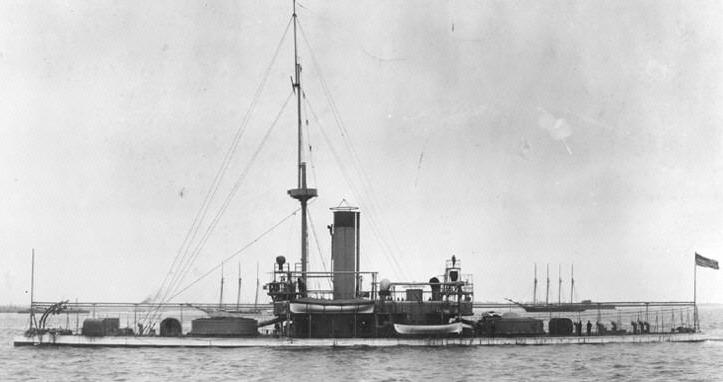
USS Miantonomoh (BM-5)
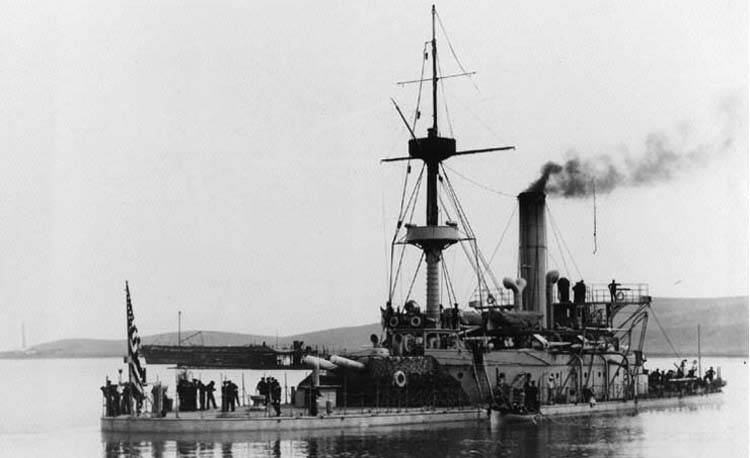
USS Monterey (BM-6)
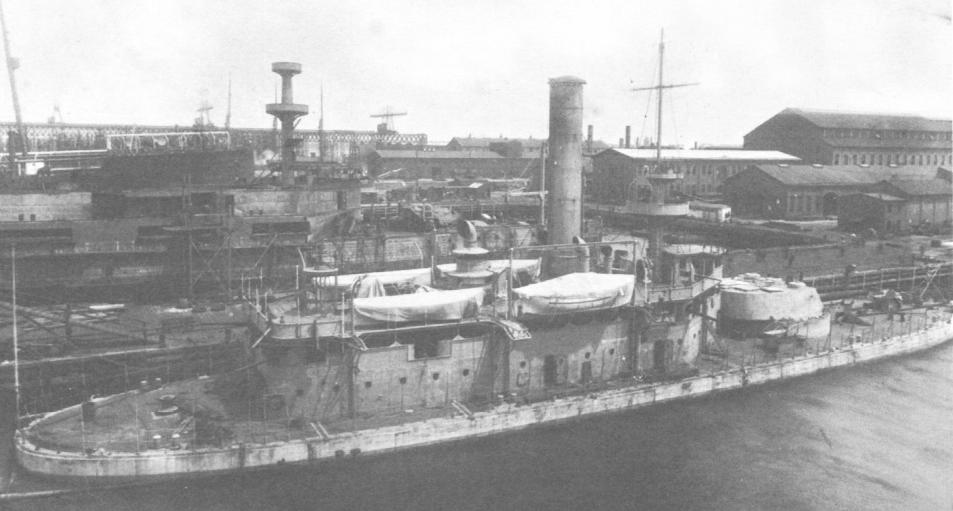
USS Arkansas (BM-7)
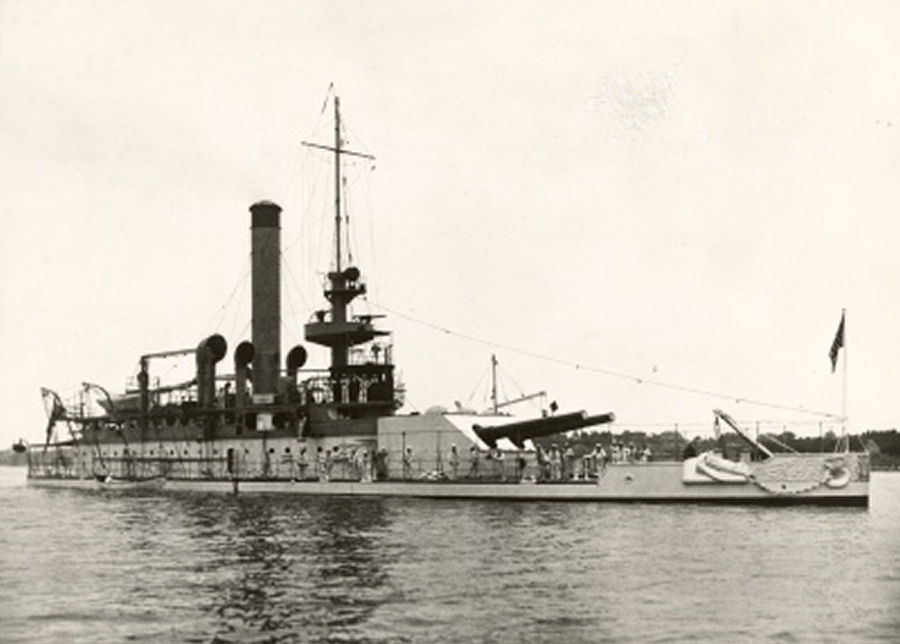
USS Nevada (BM-8)
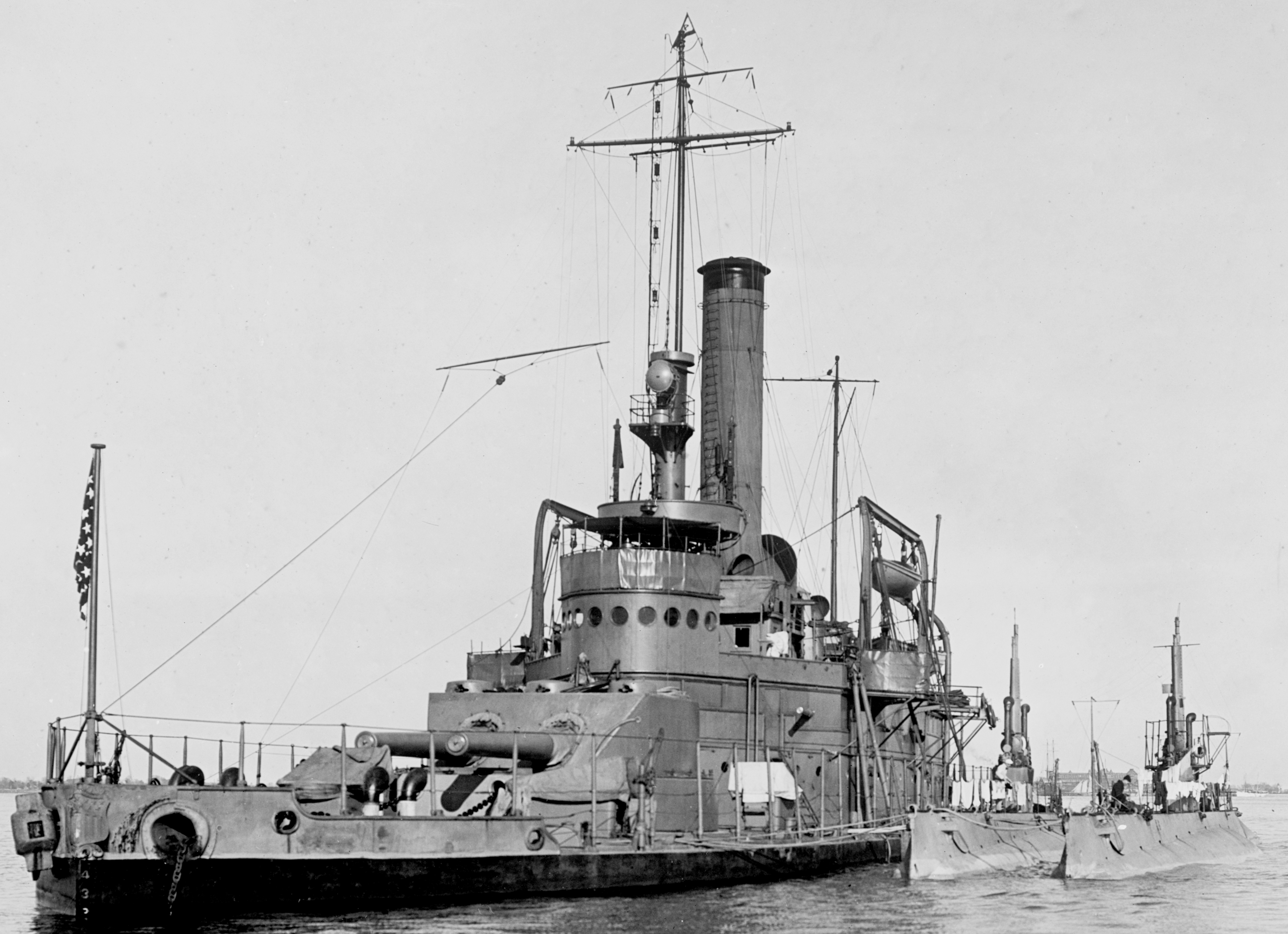
USS Tallahassee (BM-9) ex Florida
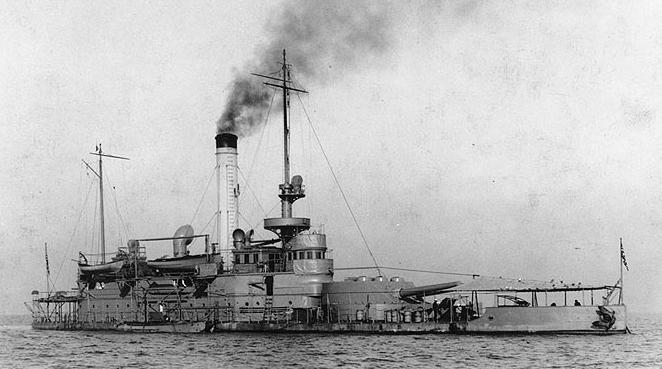
USS Wyoming (BM-10)
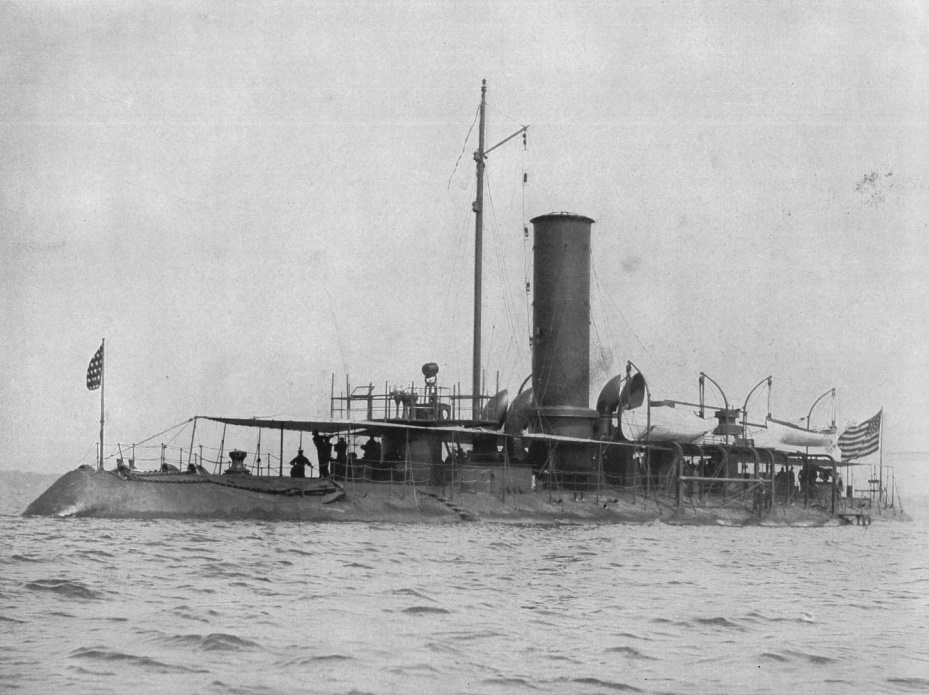
USS Katahdin